# 戰國BASARA系列角色列表
戰国BASARA角色列表為卡普空動作遊戲《戰国BASARA》系列中所登場的人物。
（本記述並不包含除了原作外的一切媒體作品的獨自設定和二次設定。）

另外，本項目並不只有記載角色，也包含在遊戲中出現的士兵和兵器。還有在系列為了方面，而採用簡稱，例子如下。
- 《戰国BASARA》（1代）→《1》
- 《戰国BASARA2》→《2》
- 《戰国BASARA2：英雄外傳》→《英雄外傳》
- 《戰国BASARA：X》→《X》
- 《戰国BASARA：熱戰英雄》→《熱戰英雄》
- 《戰国BASARA3》→《3》
- 《戰国BASARA3：宴》→《宴》
- 《戰国BASARA4》→《4》
- 《戰国BASARA4：皇》→《皇》
- 《戰国BASARA動畫》→《動畫》
- 《戰国BASARA：烈傳系列：真田幸村傳》→《烈傳幸村》
- 《戰國BASARA 戰鬥派對》→《戰鬥派對》

## 足利軍
將軍家的軍隊，以義輝為首，軍隊中的武將與士兵都是出色的人才，是支足以與織田軍和豐臣軍批敵的隊伍。也有很多人從屬足利軍的大名。以擁有巨大輪盤設備的二條城及應仁之亂的遺跡為根據地。擁有官軍的身分，在各勢力擁有最高的權力，但其中從屬足利軍的部分勢力只是想要加以利用他們而已。
「天政奉還」 足利義輝（あしかが よしてる）
配音：池田秀一 登場：《4》（能在《4皇》操作）
屬性：震。武器：笏。第一人稱：「朕」。登場文字：「出御」
擁有各種才能，室町幕府過去的王者。在足利第十三代這個自己的時代中，對於日之本失去活力這點感到憂心，為了想要再次讓人們有熱情。為了要創造無論誰都能賭上命運，以獲得天下為目標的世間，因此把將軍的位置歸還給上天。將時代全部歸零，引起「戰國創世」的主謀。
性格豪邁，對於他人的挑戰會一話不說的答應，相對的對於需要尋求協助的人他也會答應幫忙。
他希望能在這日本中遇見能夠與他作為好朋友且讓他熱血沸騰的好敵手，因此才會藉戰國創世喚起人們追求熱情。
武器是一把笏，除了與一般的笏有著不同的形狀及造型之外，裡面還藏有刀、弓箭、長槍三種武器，實力相當強，會配合不同情況來更換笏的型態，也有直接用笏進行打擊的攻擊。
對他人稱呼為「朋」，真正意思為和好友對比的好敵手，並且在稱呼時不是以名字而是以「〇之朋」回應（信長為「魔之朋」、秀吉為「霸之朋」、家康為「絆之朋」）。唯三會直呼名字的只有瑪莉亞、謙信及久秀。
武術高手、從他的台詞可知道其師傅及持有的名刀、還能夠模彷來訪者的攻擊方式。
當政宗對義輝的特殊場景中、能夠從笏中伸出三把刃擋住政宗的三爪。
而在久秀向義輝開戰的特殊場景，久秀試圖以「完美而難以見底」一語，向義輝引爆進行宣戰，然而義輝卻能以笏，輕鬆化消掉在他身上的火焰。
體力降至一定程度下，根據不同的戰局可能變成黃色、黑色、紅色的陽炎化狀態。
在『4』中為重要人物、開頭也是由他進行戰國創世開幕的宣言。
其稱號源自德川慶喜的「大政奉還」。在史實上是遭松永久秀及三好三人眾所殺、室町幕府也是被織田信長放逐其弟弟足利義昭而滅亡。

## 伊達軍
以奧州・摺上原（漫畫版為米澤城）為根據地的勢力。因政宗的領袖魅力而集結起來，雖是支戰力精良機動性夠強的軍隊，但因成員中有許多梳著飛機頭的暴走族，及戴著口罩作混混打扮的人，看起來更像是黑道團體。象徵色為藍色。
「奥州筆頭」「一刀龍爪」 伊達政宗（だて まさむね）
聲：中井和哉（日本）；梁興昌（台灣）。初登場：《1》。
属性：雷。武器：刀（一刀流、六爪流）。防具：護手 。類型：平衡型。第一人稱：「俺」。登場文字：「推參」（「英雄外傳」的「雙龍決鬥」中，變成一般的『登場』稱號也變成『一刀龍爪』）
系列作主角之一。奧州的領主，是個貫徹自己信念而生的青年武將。由於獨眼加上強硬的態度而被人稱為「獨眼龍」。其他則有「戰場上的藍色閃電」、「伊達男」等稱號，和小十郎二人一起行動時被稱為「雙龍」。代表性的台詞是『Let's Party!!』。
有著能夠統御由暴走族等粗暴武士們所組成的伊達軍的領袖魅力，被伊達軍的士兵們尊稱為「筆頭」。
本作設定為一個精通異國文化的國際派，台詞中常常夾帶著英文單字。固有技像是『DEATH FANG』、『WAR DANCE』等也是以英文命名。
對於史實上同樣有著堅定的主從情誼的片倉小十郎，會說出像「我的背後就交給你了」這樣相當信賴他的話，但對於小十郎因為擔心他的安危而一再嘮叨卻相當不耐煩。和伊月等最北端的農民們互有往來，特別是在伊月未登場的『3』的漫画版『ROAR OF DRAGON』中，也有他們互相約定的場景，表現出他們之間深厚的關係。
騎馬時不使用韁繩，總是雙手交叉，只靠雙腳維持平衡。（動畫版中，馬則是裝上了像機車的把手和消音器）
平常只用一把刀，但在使用特定技能時，就會轉變為雙手各抓著三把刀（用手指的力量夾著）的「六爪流」，並且轉變成同時以六把刀攻擊的豪邁戰鬥方式。使用六爪流時攻擊力會上升，各種動作也會變快，但受到的傷害是平常的兩倍，無法防禦和迴避，是放棄防禦，完全著重在攻擊面的狀態。裝備專用道具的話就能一直維持在六爪流狀態。使用固有技「CRAZY STORM」時則是刀柄兩兩連結形成「四刀流」。
人物設定上雖然大部分未依照史實，但外觀大致符合一般的伊達政宗的形象，戴著有下弦月前飾的頭盔和眼罩。和真田幸村互為好對手。設定為19歳。
『3』中，想趁秀吉進行小田原征伐時進軍排除這個妨礙自己統一天下的障礙，卻遭到三成攻擊而被傷到體無完膚，整個東北地區的勢力也因此弱化。當亂世再臨之際，為了討回龍的驕傲，以及將之前所受的屈辱加倍奉還，因此向三成提出了挑戰。
『4』中，以「龍王」名義為戰國亂世開幕，此一設定後來被反應在手機遊戲《戰鬥派對》的派生UR武將「龍王・伊達政宗」上面，同時四字肩書追加了「天翔蒼龍」，攻擊方式亦變更為「六爪流」。
『動畫』中，實力非凡，和真田幸村互為好對手的關係，與魔王(織田信長)第一次相遇時，全身感到壓迫。
「仁吼義侠」 片倉小十郎（かたくら こじゅうろう）
聲：森川智之（日本）；陳幼文（台灣）初登場：《2》（《2》、《3》以敵武將身分登場）
属性：雷。武器：刀。防具：護手。類型：平衡型。第一人稱：「俺」，對政宗則是自稱「小十郎」。登場文字：「參陣」
伊達政宗的忠臣，也彷彿就像哥哥一般的存在。擁有含有政宗左右手意思的「龍之右眼」稱號。臉頰上有傷，加上後梳髮型並帶著日本刀，外表看來和流氓沒兩樣。從其腰間放刀的位置看來，他應該是左撇子。
有著充滿男子氣概且重視義理的個性，常以忠臣的身分冷靜的對政宗進諫。當對敵人的憤怒到達頂點時，平常沉穩的言行會為之一變，無論是口氣或動作都會變得像是黑道一樣的粗暴。
劍術的高手，俐落的動作不論敵我都予其高度評價，被我方士兵說「片倉大人的動作，簡直就像是在跳舞一樣」。相對於政宗，小十郎的攻擊特徵是有許多由下向上揮斬的動作。
『3』中的小田原進攻時，因為政宗遭到石田三成擊敗而讓奧州弱化而一直認為是自己的責任。秀吉死後、待在以三成為目標而再次進軍的政宗身旁、在心裡藏著一個堅強的誓言；其後，『宴』的故事模式解釋了他帶著負傷敗退的伊達軍撤退，以及後來伊達軍與德川軍結盟的關鍵要因。
當滿足某個條件時能夠使用『極殺狀態』：在一定時間內，攻擊動作變為毆打、踢擊、頭搥等粗暴舉動組成的模式
（和政宗的六爪流狀態一樣，在極殺狀態中無法進行防禦及回避等動作）
雖然是個武士，但同時也是位「種植蔬菜的名人」。特別是他所種的蔥和紅蘿蔔似乎特別美味。喜歡的蔬菜則是牛蒡，而他的第七武器「滋養」也是大蔥及牛蒡的形狀。在阿松的故事模式中，也有向小十郎討取蔬菜的關卡。
由於自己也會參與農務，所以對農民的存在相當重視及尊敬。在最北端一揆鎮壓戰的關卡中，會嚴重的命令部下「絕對不可殺死敵兵（農民兵）」。
和史實一樣，在第二季動畫中豐臣秀吉有意登用他。
第二季動畫OVA中曾有戴上天狗面具偽裝成「天狗假面」的劇情，後來這個設定在挪用到手機遊戲《戰鬥派對》上有著大幅度的調整。

### 伊達軍士兵
動畫版登場的政宗的手下。有著像是伊達軍士兵般的暴走族外貌及重視人情的性格。全員都有著與史實中政宗的家臣一樣的名字。
良直(鬼庭良直)（よしなお）、左馬助(原田宗時)（さまのすけ）、孫兵衛(後藤信康)（まごべえ）、文七郎(遠藤宗信)（ぶんしちろう）
聲：遠藤大輔、德本恭敏、酒卷光宏、金野潤
良直留著後梳頭髮型並且戴著法螺貝。戴著眼鏡的是左馬助。孫兵衛則是體格嬌小。文七郎留長髪・且長著愛哭痣。
鐵騎兵（てっきへい）
初登場：『宴』
「蒼紅蹂躙戰」當中的「暴走騎馬」部隊，全員攜帶了鐵砲進軍，與武田軍「熱血騎馬」部隊的裝備完全對等。

## 武田軍
以武田信玄為首，集結了諸多能一騎擋千的猛者的甲斐武田軍。雖以統一天下為目標，但因自古便以騎兵戰術見長，對鐵砲之類的新式兵器抱持著否定態度。象徵色為紅。
「戰神霸王」 武田信玄（たけだ しんげん）
声：玄田哲章（日本）；林谷珍（台灣）初登場：《1》（《3》、《4》以敵武將身分登場）
属性：炎 。武器：軍配斧 。防具：頭盔 。類型：力量型 。第一人稱：「老夫」。登場文字：「出陣」
有著「甲斐之虎」稱號的武田家當家，甲斐國国主。帶領自稱戰国最強的武田騎兵隊以上洛為目標。外表大致承襲一般的信玄形象。
文武雙全，不僅能在戰場上表現其獅子般氣勢的猛將，也是名擅於謀略的智將。威風凜凜的穩立在兩匹馬或巨斧上，或是從溶岩之中充滿氣勢登場等演出，在在都表現出他過人的力量。
身為大將，有著不論敵我都常常表現欽佩的過人器量與威嚴。有著寬厚的仁義之心，從幸村到武田家所有的武將都充滿敬意的稱其為「御館大人」，被全副信賴著。
特別是幸村，對他不僅是以君主，還視信玄為自己的人生導師深深地敬愛著。信玄自己也對幸村有很大的期待，嚴格且溫厚地守望著他的成長。兩人間的師徒關係相當熱情，常會一邊互相大喊「御館大人啊啊啊！」「幸村啊啊啊！」一邊互毆，這個情形也成為系列作必定出現的名場景之一。
和上杉謙信是互相欽佩的好對手，對陷入危機的謙信也會伸出援手幫助他。
『3』中和家康的戰鬥中病倒、於是將武田軍指揮權交給幸村。從病床上持續守望著幸村和武田家的未來。
而在幸村即將與伊達政宗在大坂進行決戰之時，幸村聽到了武田信玄的聲音，以為是幻聽，回頭一看卻發現是……
『宴』中再次登場，並重新讓「武田道場」復活。

### 真田軍
「天霸絕槍」 真田幸村（さなだ ゆきむら）
声：保志總一朗（日本）；李景唐（台灣）初登場：《1》
属性：炎。武器：雙槍（槍×2）。防具：護手。類型：平衡型。第一人稱：「某」、「幸村」，對於佐助則用「俺」。登場文字：「見參」
系列作主角之一。隸屬武田信玄麾下的年輕武者，以長長的紅色頭巾為特徵。做事不拐彎抹角，對於任何事都是懷著堅強的心正面挑戰。將主公武田信玄視作人生的導師深深敬愛著，為信玄統一天下而努力。 因為個性單純的緣故，常會有無法控制自己高昂的情緒，而沒能看清周遭情勢的狀況。常會發出「燃燒吧！燃燒沸騰吧！」等像是體育老師才會發出的神奇命令，連面對鐵砲也會說出「靠氣魄閃過！」等不合理的話。由於信玄被稱為「甲斐之虎」，所以身為弟子的他也被稱「虎之稚子」、「小老虎｣。和史實一樣，以上田城為居城。
相當喜愛甜食。
認人技術奇差無比，連在武田漢祭典中登場的天狐假面（猿飛佐助）的真面目以及和今川義元完全不像的影武者都不能看穿。
具有典型戰鬥笨蛋的超熱血個性，由於對異性、戀愛等完全沒有抵抗力，在看到總是握著手的前田夫婦及穿著性感和服的濃姫時，會說「真是不知羞恥！（破廉恥でござる！）」。當慶次提到關於戀愛的話題則是產生強烈的動搖，表現得相當稚拙，就連城中的女性來主動接近他都會不知所措。似乎很喜歡熱鬧的地方，在京都祭典關卡和本願寺總本山出戰時會被氣氛帶動跟著大喊大叫。
和伊達政宗是被並稱為「蒼紅」，互相抱持著良性競爭意識的好敵手的關係（和伊達相遇的過程，隨著呈現媒體不同則有著不同的版本），比任何人都還要更在意對方並且期盼來一場對決。『3』中對於同樣以信玄為目標的德川家康的器量則是相當在意。
設定年齡為17歳，長相被工作人員說是傑尼斯系。下半身穿著足甲，上半身則是充滿現代風味的騎士夾克。預設服裝是紅白配色，衣裝「其之壹 染」則是紅黑二色的搭配。真田家的家紋六文錢是當作首飾掛在脖子上（日本傳說中人死後渡過三途之川的渡船費是六文錢，因為不知在戰場上何時會送命，所以將六文錢隨身攜帶）。
因有著高度機動力和容易使用的固有技，是相當適合初學者使用的角色。只要裝備專屬道具，到瀕死狀態前都能保持戰極Drive（一段）的狀態。
第八武器（『1』中為第六），是來自於惡魔獵人中的武器：「凄羽亞陀（斯巴達）」。但攻擊時的變形動作卻沒有加以再現。
『3』中，繼承信玄成為武田軍總大將。但因為敬愛的信玄病倒，令幸村失去了一直以來依賴的指針，只能在連周遭狀況都還無法看透的狀況下稚拙的指揮著武田軍並且也苦於做著沉在水裡的夢，所以一邊體驗到自己的不成熟一邊也在尋求著自己的道路。
『4』中，信玄叫他尋找屬於自己的風林火山，從而統一天下並成為天下霸主。成為天下霸主後，就立刻決心要越過那座巨大的高山－－武田信玄。
「獅士奮刃」真田信之（さなだ のぶゆき）
声：細谷佳正 初登場：《烈傳幸村》
武器：梯子槍
真田家的長男，幸村的哥哥。稱呼幸村為源次郎(源二郎)。別名是「信濃之獅子」。
平時冷靜寡言，在戰場卻是威猛無比。身為真田家的武士，展現出強烈的武勇，認為勇者的道路唯有不停前行。
若是家人、親友作出會讓自身陷入絕境的作法，便會選擇斷絕關係，離別他人繼續邁進的作法。
看似邁步直衝的孤高猛將，實際上卻沒察覺到自己害怕死亡且不被人知曉的事實。
史實上信之身高為185cm（據身前所穿的鎧甲判斷），與父親和弟弟身形相比極為健碩。
「奇喜喝采」真田昌幸（さなだ まさゆき）
声：大塚芳忠 初登場：《烈傳幸村》
武器：短槍
武田軍武將在為幸村的成長而高興時，因而出現想到昌幸（名字並沒有出現、而是稱「父親大人」）的場景。另外廣播劇CD中以回憶的方式來明確說出他已經死的訊息，並且因這契機讓幸村和信玄結下師徒關係。然而，在遊戲新作《戰國BASARA 真田幸村傳》以史實故事演出為基準下，真田昌幸以可操控武將的身分登場（而在此作中的武田信玄和史實一樣，比真田昌幸還要早過世）。
真田幸村之父。侍奉武田家的重臣，有著過人智謀的絕代軍略家，別名是「戰國奇術師/詐欺師」（也意指魔術師）。
真田家的當家，也是信之和幸村的父親。而武田信玄既是他侍奉的主公也是朋友。能藉由像是變魔術般的手法愚弄敵人，使出各種狡詐技倆。
稱呼幸村為小少爺/小夥子（日文原意：小倅殿(こせがれどの)）。
「蒼天疾驅」 猿飛佐助（さるとび さすけ）
声：子安武人（日本）；陳幼文（台灣）初登場：《1》（除《3》以外皆可操作）
属性：闇 。武器：大型手裡劍×2 。防具：忍甲 。類型：平衡型 。第一人稱：「俺」，有時會開玩笑的自稱「本大爺」（俺樣）。登場文字：「參上」
穿著迷彩忍者服裝，看來玩世不恭的青年。設定年齡為23歲（3年後的BASARA3中則是26歲）。真田十勇士之一，同時也是真田忍者隊隊長。
有著忍者般的冷靜，常在遠處淡然地看著幸村和信玄間熱烈到讓人受不了的師徒互動，並在適當時機擔任調停的角色。官方設定為「侍奉武田家的忍者」，但發動究極BASARA技時出現的家紋為「真田六文錢」考慮到原本的角色背景，正確來說應該是「侍奉武田家的真田家的忍者」。
將戰鬥視為「工作」，對於天下沒有多大的興趣。雖然表現得像是對於人（包括自己在內）的生死都視作事務一般淡然處之，但實際上並沒辦法真的看淡到那般程度，當見到有人（特別是幸村與春日）面臨生死關頭時也會慌亂的大叫出聲。對幸村和信玄互毆情形感到頭痛。
叫幸村為「大爺」、「真田家大爺」，對信玄則稱其為「大將」。（BASARA3後則改稱幸村為「大將」，信玄為「主公」。）
平常的言行個性看似輕浮不像忍者，但忍者的實力實屬一流，戰鬥中也能窺見他身為活在暗處之人殘忍的一面。因此他平常不僅做諜報工作，有時也會被信玄直接委託去進行暗殺任務。
因為出身同鄉的緣故，在『英雄外傳』的風魔小太郎劇情中有提到他和春日都是學習同一系統的忍術。在風魔外傳最終章也出現他和春日一起聯攜合作發動的忍術。
和片倉小十郎交戰時，互相抱持著良性競爭意識的好敵手的關係。
能召喚巨大的烏鴉在空中滑翔，遊戲中有些地方必須要依靠這個能力才能進入。
『第七武器』為戰國BASARA第一代遊戲光碟。
『3』中，背後支撐著信玄突然病倒而困惑的幸村。冷靜地照料暫停合戰，為眼前許多決定而煩惱痛苦的幸村。為了使幸村能成長為一名大將，而有時會冷酷地什麼都不管，因此有時也能看到他本來的性格。
『宴』的故事模式中，為了穩固武田軍，進而向西軍勢力蒐集情報，作為與西軍總帥石田三成同盟前的準備。
『4』的故事模式中，為了招攬更多人手，以說故事的有趣手法從而吸引新人為武田軍效力，並將幸村和信玄互毆的情形說是武田軍的特色。
『真田幸村传』的故事模式中，为了在大阪冬之阵阻挡本多忠胜的进攻而死亡。

### 武田軍士兵、兵器
小山田信茂（おやまだ のぶしげ）
声：古谷徹
動畫二期中登場的武田軍武將。在幸村下命要前往救援被秀吉和毛利攻打長曾我部軍時，為了教導幸村為將之道而戰死。
「惡賊天誅」天狗假面（てんぐかめん）
声：森川智之
屬性：雷。武器：刀。防具：護手。類型：平衡型。
動畫二期OVA中在武田家修行道場「武田漢祭典」登場的天狗假面。
大家不用說都知道真面目就是伊達軍的片倉小十郎，只有幸村唯一不知道。
在政宗休養期間，受到信玄的照顧，由於過度揮刀練習不小心破壞信玄宅邸的燈籠，作為賠償而假扮天狗假面讓政宗為難。
於手機遊戲《戰鬥派對》中，官方為其新增四字肩書。
「忍風迅来」「妖獸怪跳」天狐假面（てんこかめん）
声：子安武人 初登場：《英雄外傳》
属性：闇 武器：大型手裡劍×2 類型：平衡型
在武田家修行道場「武田漢祭典」中戴著狐狸面具，阻擋修行者的謎之忍者。自稱為「猿飛佐助的朋友」，還拜託幸村要替佐助加薪。擅長變化之術，除了能變成和幸村一模一樣的「猿田幸村」外，也能變化成一般的士兵。由於被揍飛到撞開門，不想被幸村動真格的毆打而變成一般士兵，想趁一片混亂時逃走，結果又被幸村當作一般士兵認真的揍下去，在幸村的修行過程中被打的相當悽慘。
真面目不用說也知道是猿飛佐助，但幸村卻唯一沒有發現。
動畫二期OVA中，假扮天狗假面的片倉小十郎，為了不讓他利用「政宗分身」為難政宗而加入戰圜，逼使天狐假面在不得已的情況下「撤收」。
於手機遊戲《戰鬥派對》中，官方將其四字肩書替換為「妖獸怪跳」 。
「不動武神」 火男假面（ひょっとこかめん）
声：玄田哲章 初登場：《英雄外傳》
属性：炎 武器：軍配斧 類型：力量型
「武田漢祭典」的道場主人，在最深部等待幸村的謎之男人。戴著火男的面具。訓斥幸村精神上對信玄的依賴，而給他課以種種考驗。最後親自和幸村對決。道場裡的機關的啟動裝置似乎常常被搞錯，結果操作失誤也成了武田漢祭典的特色。
真面目當然就是武田信玄。看到火男假面的真面目時，幸村嚇到站不起來，數十秒間都沒辦法好好的說出「御館大人」。
動畫二期OVA中，當伊達政宗用六爪流粉碎了火男假面的面具時，真田幸村不敢相信自己眼前所見的事實，還因此被武田信玄教訓。
鬼兵（おにへい）
初登場：《2》
属性：無→風（？）
在甲斐山中，極秘養成的巨漢士兵。容貌就像是傳説上中的「鬼」一樣，雖然缺乏機動力，但能揮舞大鐵棒進行強力的攻擊，防禦力也相當高。主要以武田軍的士兵登場，其他也會以豐臣軍和德川軍身分登場。而究竟是否有著人類的理智則是個問號，與其說是「士兵」或許該將他們分類為「兵器」比較適合也說不定。在川中島關卡中會大量出現。
在『熱戰英雄』中、當他把大棒從上往下揮時，會出現風屬性的牽制技。
百足隊（むかでたい）
初登場: 《1》
属性：無
在『1』中的川中島關卡中，在攻擊真田幸村率領的別動隊時，會出現的武田軍的傳令兵們。就像他的名字一樣，背後背有蜈蚣的旗子。事件發生後會一齊向武田本陣奔進。如果不在他們到達本陣前打倒他們，信玄會從本陣開始移動（影響戰鬥後的恩賞）。在以大量的架空設定為主的BASARA世界中，這是少數史實上實際存在的部隊。
真田砲（さなだほう）
初登場：《2》
属性：無
在大坂城的真田丸中設置的最終兵器。連本多忠勝都可以一發擊倒，但缺點則是到發射前需要大量準備時間（在真田砲發射前能打倒本多忠勝的話，可以得到特別恩賞）。
熱血！天霸絕砲（ねっけつ！てんはぜっほう）
初登場：《3》
属性：無
【大坂夏之陣·蒼】中登場，為舊版真田砲的強化版。因為舊的真田砲只能令本多忠勝失靈，因此要完全擊倒忠勝，必須四個裝置全部啟動。而在《大坂夏之陣·紅》，則變成了「四天王陣」。

## 上杉軍
以越後的春日山城為根據地的軍隊。武將和士兵都反應出身為大將的謙信的性格，以美男子居多、言行都以舞台劇風格和佛教用語居多。象徵色為淺藍色。
「神速聖將」 上杉謙信（うえすぎ けんしん）
声：朴璐美（日本）；傅其慧（台灣）。初登場：《1》（《3》、《4》以敵武將身分登場）
属性：冰。武器：長刀（居合）。防具：護手。類型：速度型。第一人稱：「私」。登場文字：「出陣」
使用細長且能發揮速度的居合刀作為武器，是個稱作「軍神」的戰爭天才。與熱血漢子的武田信玄相比，經常表現出其穩重的言行和華麗的舉止。和史實一樣、信仰毘沙門天。在春日被打倒時、會發出動搖的聲音。
與史實的畫卷相反，在設定成一位身材纖細、性別為男性(動畫第一季第四集中，真田幸村以"公"來稱呼他)。另外除了『X』外、作中的台詞全都使用平假名、這個設定也讓他的性別更加不明(日本古代的女性都以平假名書寫)。對於其他武將都不稱其本名，例如對春日為「美麗之劍」、對信玄為「甲斐之虎」、對信長則為「魔王」等(在霜月的漫畫中，則是直接稱「信玄」「春日」、台詞也不用平假名)。
和手下春日的往來宛如寶塚一樣。
其部下有名為『雪組』的忍者集團。
破天荒的，他也讓政宗和小十郎對他表示敬意、其名聲似乎也是聞名全國。
有能面不改色地一口喝下大杯的酒、以及被島津勸酒還很高興等場景、意外地和史實一樣，表現其愛喝酒的一面。
另外也有和史實的小故事一樣、送給信玄鹽巴的事情(作中就有一個以這個故事來命名的道具「上杉之鹽」)、這份義氣也讓他受到各武將的敬意。
『3』中，在信玄病倒後，就過著遠離戰爭的生活。
認可成長的家康為「繼承老虎之魂的男人」。對於看不見方向的幸村會加以訓示開導。
『4』中，對於獲得天下不感到興趣，並認定要治理日本就要站在足利義輝這一方，將勁敵武田信玄的對決向後推移。
「月下為君」 春日（かすが）
声：桑谷夏子（日本）；傅其慧（台灣）。初登場：《1》（《3》、《4》以敵武將身分登場）
属性：闇→光。武器：輪寶（手裡劍）→苦無×8。防具：首懸。類型：平衡型。第一人稱：「私」。登場文字：「參上」
穿著相當暴露像是緊身衣的忍者服裝的美麗女忍、本作的原創角色之一。原本為了暗殺謙信而潛入城中、但對謙信一見鍾情而成為他的手下並且從此為了謙信而賭上她的性命而戰。在和謙信在一起時，背景四周會出現開花的薔薇、這種場景會讓人聯想到寶塚的表演方式。
對于謙信以外的人都用相當嚴厲的態度對待且言行還像是男人一樣的好勝、不過從她不怕信長的恐怖，還能擊退濃姬救出差點被殺死的阿市來看、也表現出她溫柔的一面。由于謙信把信玄當成重要的存在、也讓她因為嫉妒而感到可惜。雖然有一流的忍術，但卻不喜歡太過於投入戰鬥中、也會在戰爭的高潮中變得很不理性，因此讓佐助和半兵衛批評她「不適合當忍者｣。
對於同鄉出身的佐助並不抱著好感、但在兩人有共通敵人時，會一起合作戰鬥。在『英雄外傳』中也能一起使用連攜技，在佐助被打倒時，會有很震怒的一面。
「春日」的名字、則是來自于謙信的居城春日山城。當謙信用充滿愛意的聲音叫她「美麗之劍」時、會讓她興奮到發出高昂的叫聲。
由於『1』中的攻撃模式和佐助一樣、為了有所差別、在『2』中不僅武器改變、連動作也變得不一樣。能呼喚忍鳥（白色）而在空中移動、因此和佐助一樣沒有進不去的地方。
『3』中，自從前田慶次加入上杉軍後，似乎對成為意氣相投之好友的謙信與慶次兩人間的友誼感到十分嫉妒。
『4』中，對於上杉謙信不以獲得天下為目標而待在足利義輝旗下而感到著急。

### 上杉軍士兵
「絕對無敵」直江兼續（なおえ かねつぐ）
声：伊丸岡篤（日本）；李景唐（台灣）。初登場：《1》
属性：無。 武器：無敵劍。第一人稱：「俺」。登場文字：無敵出擊（史實中直江兼續是能文能武的武將，而且還是日本七柱槍之一）
上杉家所屬武將。在『1』中是大眾臉武將、在『2』中雖然還是一樣的設定，但在「長谷堂城猛追戰」中則有專屬於他的場景
而在『英雄外傳』中的「手取川之戰」也同樣有專屬的場景。
自稱「無敵」、每次會大叫著「我是無敵的!」、但因為是大眾臉武將所以體力和攻擊力都很弱、而很快被打倒。帶領一號隊、但本人曰「一號隊只有我一個!」。
被擊敗時，會說出「無敵的我被打倒了啊啊啊!」的台詞，因而成為在系列作中給人印象深刻而出名的台詞之一。
順便一提、在『英雄外傳』的「長谷堂城猛追戰」中、體力條和其他BASARA武將一樣（不過只是體力條圖案一樣，但體力還是沒增加、也不能使用戰極Drive）。
或許因為他是無敵的，所以即使很容易被打倒，但卻因此很難死，而能不斷出現。
在「英雄外傳」慶次的外傳故事中，在手取川之戰中自稱「無敵的一人雪組」，打倒他後會使同行的秀吉感到困惑。
如前述一樣雖然是個大眾臉武將、但在動畫版最終回則戴有上面有專屬的愛字的頭盔(三代也跟隨這樣的設定)。
在『熱戰英雄』中、則是宮本武藏故事模式的最終頭目。
雖然武器被稱為「無敵劍」，但其實很容易折斷。
『3』中以地方領主之一登場。自己自誇為「無敵的主角」、似乎只花了一年的時間就出名。頭盔上則有著作為商標的愛字。
會發送「直江狀」給島津義弘及本多忠勝，不同於史實的「向家康問罪狀」，而是挑戰書。
『4』中，只要喝到玄米茶就會抓狂，然後呼呼大睡，而且已經成為拒絕往來的黑名單。而且被擊破時，會說出「無敵的我終於搶到風頭啦啊啊！！」
動畫《戰國BASARA》裡，為了提高自己的名聲，在長筱之戰中挑戰本多忠勝，但是瞬間被打倒。
動畫《戰國BASARA貳》裡，以「好不容易花了一年的時間出名，絕對不能輸給別人」為由挑戰前田利家，但同樣被瞬間打倒；在結尾中在島津跟上杉的見證下與宮本武藏展開決鬥。
『皇』的合戰輪盤中，以變化武將的姿態登場，玩家抽到「變化」時有機會操控他，跟其他角色不同的是要留意他施展BASARA技時很容易遭受敵人攻擊（只要敵人打一下就直接倒栽蔥），且在操作過程中還不時聽到他在自言自語。
遊擊部隊「雪組」（ゆうげきぶたい ゆきぐみ）
初登場：《英雄外傳》 屬性：冰
謙信過去（在和春日相遇前）所帶領的上杉軍精鋭部隊、特徵則是穿著藍白色搭配的服裝和有著像是演戲般的言行。因為是謙信所率領、所以也有寶塚歌劇團的影子。（在寶塚歌劇團中，真的有叫作雪組。）另外、在謙信和玩家打到高潮時、謙信會談到他引進寶塚各組的名字（雪、月、櫻、星、楓）來取名。

## 織田軍
符合其『天下布武』的話、到處侵略並且蹂躪各地的軍隊。從政宗、信玄、到秀吉都把他看作『不能相容的敵人』。擁有強力的鐵砲隊。雖然是以尾張為根據地、但在遊戲中都是出現本能寺和安土城等、史實上信長上洛後才有的據點。象徵色為暗紅色（不過武將士兵的盔甲主要是黑色）。三代中，因為信長在本能寺受到光秀的叛變而被消滅，整個織田軍也因此潰散。但信長被天海從地獄喚回後，信長又將織田軍全體從地獄中喚回並再次加入爭奪天下的大戰中。
「征天魔王」 織田信長（おだ のぶなが）
声：若本規夫（日本）；陳幼文（台灣） 初登場：《1》。登場文字：「參戰」「歸參」
属性：闇。武器：劍&霰彈槍。防具：披風。類型：力量型。第一人稱：「本王」「余」
自稱 第六天魔王、織田軍的總大將。在這個作品内將他特別強調為「魔王」，所以其風貌和言行，讓他的表現能夠更符合聲優若本的演技和聲音，使信長徹底表現出其魔王的威嚴，在BASARA中更是大放異彩。
性格暴戾驕傲，平常時表現的傲慢不遜，認為所有敵人對他來講都是微不足道，覺得敵人就像小蟲子一樣渺小。會把敵人比喻成「蟲子」或「愚民」。對於敵人也是完全不留情，甚至完全無視敵人的投降，在戰場上表現出他冷酷無情的一面。
在戰鬥中會使用長劍和霰彈槍(ショットガン)來攻擊敵人，背後的披風也能夠攻擊敵人(在『1』、『2』、『英雄外傳』中，信長的BASARA技就是利用背後的披風來滅殺敵人)，甚至能散出瘴氣來殲滅戰場上的敵人
在安土城和本能寺的合戰中，會坐在鑲有骷髏的王座上面等待敵人，在動畫版中甚至會用人骨當作酒杯使用，充分表現出「魔王」的威嚴及恐怖。
另外，他稱讚別人的話不會比否定別人的話少，因為認同蘭丸的戰功，所以在他被打倒時，會表現得很慌亂以表達他的憐愛，讓人看到他也有人性的一面。但在濃姬被打倒時，卻不會表現出哀悼的模樣，在動畫版中甚至說出:「那女人的水準不過如此罷了」。
有著征服世界的野望，其『天下布武』對於信長來講就是統一天下的計畫，在各地不斷侵攻蹂躪。雖然不像光秀和元就一樣，但有部下們還是對他相當害怕。
『3』中被明智光秀在本能寺中殺死，但卻被天海透過其妹妹阿市的身體當作祭品(動畫劇場版亦同)，從地獄之中將他召喚出來而讓他成為真正的第六天魔王。
由於得到六魔之王的力量、成為名副其實的魔王而有著壓倒性的武力。
另外由於『3』中的信長已經死過一次、所以感情的表現比前作還要稀少、登場時的文字也變成『歸參』，但在和妹妹阿市再會時，則會打開自己的心。
可能是復活所造成的後遺症，信長不記得自己的名字和相關事物的記憶。
『4』中則是繼續在日本各地侵略，過去，對於曾經謀反的柴田勝家有些關心，但現在對於他已毫不關心，只當他是個普通武將在使喚他。
「繚亂無比」 濃姬（のうひめ）
声：日野由利加（日本）；傅其慧（台灣）初登場：《1》
属性：炎。武器：手槍×2。防具：和服。類型：速度型。第一人稱：「私」，對於信長則是用「濃」
信長之妻，身著喪衣一般黑色和服的妖艶美女。特徵則是和服下擺有一個大大的開叉用來顯露她的美腿。以南蠻傳來的兩把手槍為武器，平常攻撃則能夠用來遠攻（如果裝備專屬道具，則攻擊變成使用格鬥術）。根據不同技能，也能從下擺裡拿出格林機槍和火箭筒來加以攻擊。
打從心裡愛著信長，為了讓他能統一天下而努力著，有時也能從她的言行看出，她有著製造王者的野心。會以信長的官位「上總介大人」或「上大人」來稱呼他。
因為自覺是魔王之妻和蝮蛇之女，所以在戰場上表現得相當冷酷，但她的本質上是個很感性的人，她會把蘭丸當成自己的兒子來稱讚和鼓勵他，對於必須打倒伊月這樣的小孩也會感到疑惑，所以她的個性其實相當溫柔。
因為只要連按攻擊鈕就能讓她一直發射子彈（還能移動和變換方向），讓她很容易累積連擊數。另外，『2』中只要一直按住攻擊鈕還能使出貫穿攻擊。
其第八武器（『1』為第六把）則是惡魔獵人的但丁的愛槍「惠戌新（白琴鍵）和逢戌璃（黑琴鍵）」。在『1』時為「惠戌新（白琴鍵）」×2，『2』中則是變成「惠戌新（白琴鍵）」「逢戌璃（黑琴鍵）」。
『宴』中，德川家康透漏了她與森蘭丸在「本能寺之變」戰死的事情。
『4』中和蘭丸被光秀囚禁，但最後織田軍武將發現兩人囚禁所在地並救出她和蘭丸，在柴田勝家動畫路線結局現身
「破邪清真」 森蘭丸（もり らんまる）
声：下和田裕貴（日本）；傅其慧（台灣）初登場：《1》
属性：雷。武器：弓。防具：弓曳。類型：速度型。第一人稱：「蘭丸」
一般的作品多以長相中性且年輕的形象出現，這部作品則是把他描寫為天真且淘氣的少年。因為仰慕在戰場上遇到的信長而成為他的手下，以後則是把被信長認同視為最高興的事情。
因為對信長的盲從，所以善惡的觀念相當淡薄。除了敬愛的信長和濃姬外，對其他人都很無禮，還會有殘酷的言行（連信長的妹妹阿市，在屬於敵軍時也用「妳這傢伙」來稱呼她）。因為他的盲從和幼小，所以會天真地模仿信長的言行，對此阿市以「真可笑」來攻擊他，毛利則是以「鸚鵡」來揶揄蘭丸的樣子。
因為對敵人的攻擊毫不留情，而被敵我雙方的士兵稱作「魔王之子」而受人畏懼。但卻不擅長應付像是武田信玄和島津義弘等有著充滿威嚴的聲音且體格巨大的大人。在光秀謀反前，和他的關係就已經很差，而在『英雄外傳』中，會有2人因為關係不睦而引起內鬨的關卡。
和伊月老是吵架，但會因為認同農作物的美味而請求她交出作物。不過兩人似乎對彼此都有淡淡的好感，在動畫版的最終回，伊月有對他表示好意，而在『熱戰英雄』伊月的故事結尾中，則是為了表現其成為成熟的女人而特地請他吃飯。
在一般作品中，信長大多叫他「阿蘭」，本作中則是叫他「丸」。喜歡的東西，是信長賜與的金平糖，而得到金平糖的條件似乎是要打倒一千個敵兵。
雖然在遊戲版中和光秀的關係很糟，但在動畫版中則沒有這方面的描寫。(不過他也被光秀當作盾牌使用)
『宴』中，德川家康透漏了他與濃姬在「本能寺之變」戰死的事情。
『4』中和濃姬被光秀囚禁，但最後織田軍武將發現兩人囚禁所在地並救出他和濃姬，在柴田勝家動畫路線結局現身
「破願一望」 柴田勝家（しばた かついえ）
声：岡本信彥 初登場：《4》
屬性：風。武器：逆刀薙。第一人稱：「私」。登場文字：「絕念」
系列作主角之一。織田軍的年輕尖兵。過去曾謀反卻以失敗為終，儘管有實力但地位不高。現在宛如是放棄一切，只遵守命令行事之人，與主公織田信長也幾乎沒什麼交集。
過去的柴田勝家性格狂妄，並且在謀反信長時自稱「怪王」。謀反失敗後，以為會被信長處斬而試圖逃走，但信長反而是毫不在意的在他旁邊走過，自此性格變得陰沈。
十分喜歡阿市，喜歡到能為了阿市做什麼都行，但因為不敢魯莽接近她，得知阿市嫁給長政後，十分痛恨長政。
因為曾經謀反，地位比一般武將還低，會被一般武將和明智光秀用語言冷嘲熱諷。但只要提到關於阿市的事情就會生氣。
喜歡閱讀妖怪、怪談相關書籍，因為這個興趣而被一些人稱為「妖怪控（妖かぶれ）」。
在故事劇情中，收到命令去襲擊伊達政宗時，雖然被打敗但沒有被政宗殺，反而受到政宗的幫助而感化，並追隨政宗學習，勇敢反抗織田軍。

### 織田軍士兵
十三段組織（じゅうさんだんのかまえ）
初登場：《英雄外傳》 屬性：無
在「姐川降魔戦」登場的織田軍忍者部隊。史實上，在姉川之戰中信長佈下十三段防線，而長政只突破到第十一段。
他們的登場場景的表現和攝影視角則是和『鐵甲人-地球靜止之日』的血風連一樣
織田靈魂士兵
關於靈魂士兵，請參考後述。

### 明智軍
直屬於信長手下明智光秀的直屬軍隊。就算在被稱為魔性之軍的織田軍中也屬於異端集團，他們一手包辦殺戮和掠奪等骯髒的工作。布陣在山崎，但沒有根據地。象徵色為紺色（但武將士兵的盔甲是紫色）『宴』中在本能寺之變後光秀沒和軍隊會合，之後明智軍的武將和士兵們的下落就不得而知。
「冷眼下瞰」 明智光秀（あけち みつひで）
声：速水獎（日本）；梁興昌（台灣）初登場：《1》
属性：闇。武器：鎌刀×2。防具：護手。類型：平衡型。第一人稱：「私」。登場文字：「執行」
明智軍的大將。原本是以魔王的側近身分揮舞著鐮刀的織田軍武將。
性格冷血瘋狂，手持兩把大鐮刀、宛如死神一般的快樂殺人魔，同時也是虐待狂和被虐狂。把殺戮當作是和工作和吃飯一般的日常必須行為，無論敵軍或是自軍都會加以攻擊。因為有著不問敵我方，讓鐮刀沾滿血的異常性，因此讓部下相當害怕著他。不過從劇情當中能窺見他理性的策略家的一面，是個瘋狂和理性兼具的複雜人物。
會將殺戮當成快樂的『宴會』來執行。喜歡看著敵我方痛苦的表情以及噴出鮮血，在看見敵我方痛苦的表情以及全身濺出鮮血、或是承受到對方傷害時，都會發出快樂且瘋狂的狂笑聲。其性格就算面對魔王．信長也是如此。
其異常性的作為也有不同的答案:會追隨信長的理由是「因為在他手下能殺害許多人」。同樣的，引起本能寺之變的理由不是想要爭取天下，而是「想要近距離看到信長的痛苦表情」。
從『2』中開始的登場文字為『執行』，讓他被加上了殘酷的印象。
遊戲中，身上會散發出黑色的邪氣。如同前述，他的鐮刀能夠攻擊自軍的武將士兵。其鐮刀能夠刺穿敵人吸收對方的生命並加以使其成為自己的力量。
『2』中已經引發本能寺之變，因為謀反而被關到稻葉山城，於是從織田軍分離出來。並且一心一意只想要前往安土城再次與信長展開沒人能打擾他們的『宴會』。
在『英雄外傳』中，多是設定成屬於織田軍武將的故事。另外在漫畫版和小説版等作品中，所屬和境遇和遊戲中有很大的不同也是他的特徵。
在『英雄外傳』的「姊川降魔戰」小谷城路線中，光秀所使用的兵器『腐蝕香爐』。影響範圍內所有角色（不限定敵我雙方）的防禦力會變成零的危險物品，可說是將光秀的瘋狂加以具體化的兵器。
『3』中引發本能寺之變，殺死織田信長。也有位不論長相、行動方式和使用的兵器都和光秀極為相似的人物‧天海，他跟天海的關係是....?
『宴』中因為謀反成功而成為大罪人，到處徬徨著。故事模式中還會說明光秀扮演那個人的理由及轉變。
『4』中大多描寫在於織田軍的故事，對於部下勝家一方面會表現出關心的模樣，一方面也會用言語對他冷潮熱諷。在「賤ヶ岳•織田尖兵進攻」關卡中會以織田軍本隊為首的援軍身份登場。「本能寺之變」關卡則以叛變身份。

#### 明智軍兵器
腐食香爐（ふしょくこうろ）
初登場:《英雄外傳》
在「姉川降魔戰」（在橋上升之前擊倒一百人、就能進入小谷城的時候）中、光秀所使用的兵器。影響範圍內所有角色（不限定敵我雙方）的防禦力會變成零的危險物品，可說是將光秀的瘋狂加以具體化的兵器。另外在大武鬥會中也會登場。只要數次攻撃就能破壞。有著「皆殺戰術」的異名。

### 前田軍
相對於織田軍手下、邪惡殘忍的明智軍、是隻充滿活力並保護百姓的軍隊。雖然被描寫成屬於織田家、但基本上，和織田軍的關係相當薄弱。另外因為利家性格、而讓他與殘酷無緣。根據地在賤岳。象徵色為雄黄色。
「豪放磊落」 前田利家（まえだ としいえ）
声：坪井智浩（日本）；林谷珍（台灣） 初登場：《1》（《3》、《4》以敵武將身分登場）
属性：炎。武器：三叉槍。防具：頭盔。類型：平衡型。第一人稱：「某」登場文字:「出陣」
前田家當家。在『1』中的稱號為槍之又左。在自宅中，多數只穿著丁字褲生活著、在戰場上也都是這樣的打扮並且弄得是傷，有如野孩子一般。在『2』中，從外甥的慶次開始被多數的武將給揶揄著、我方武將也都以「請穿著衣服吧」的台詞來擔心他。
是個讓人喜歡的人物、個性忠心且老實。雖然總是扮演天然呆的角色、但不僅能看穿半兵衛的心情、還對長政有尖銳的批評、讓他在看人方面相當的敏銳。也總是肚子餓、常在戰爭中抱怨肚子餓。很溺愛妻子阿松、只要是她作的飯就是好吃。本作中，和史實上一樣，與阿松是夫妻關係、但也會有就像是「新婚笨蛋情侶」的場景出現。
雖然為織田家家臣、但在故事中很少和信長及其他織田家家臣一起參戰、所以被認為是織田家内獨立勢力。不過，他對信長卻相當忠心、對於引起謀反的光秀還表現得相當憤怒、對於織田家也不忘表示敬意。『2』中，對於慶次非常煩惱、不過也多次被阿松給吃的死死的、讓他在兩人間變成夾心餅乾。不喜歡吃紅蘿蔔。
在自由合戦和天下統一中，與豐臣軍對決時，會變成為了替慶次和秀吉仲裁而與豐臣軍戰鬥、所以在打倒秀吉、半兵衛時，會讓他們變成撤退。另外和家康則是老朋友、所以他打倒家康、忠勝時，也會變成撤退。
『3』中，儘管自織田軍滅亡到現在都極力保持中立，不過卻為了保護家族和人民而被迫做了痛苦的抉擇。
『4』將總大將位置讓給慶次，和阿松一起扶持慶次
「賢才瞬麗」 阿松
声：甲斐田裕子（日本）；傅其慧（台灣） 初登場：《1》（《3》、《4》以敵武將身分登場）
属性：冰→風。武器：長劍→薙刀。防具：草裙。類型：速度型。第一人稱：「松」登場文字:「登場」
前田利家之妻。具體表現出良妻賢母這句成語的意義、也是一位好到相當稀少的女性。
作為武士之妻，常常幫助利家、為前田家盡心盡力，但也讓前田家内呈現老婆執政的狀態、不過和外甥慶次的關係卻是很不對等。都以利家的小名「犬千代大人」來稱呼他，另外也擅長金臂勾(二代利家故事的開頭動畫中，就對利家狠狠使出這招)。穿著戰鬥服裝時的場景，就像是美少女戰士一樣。料理的實力則是一級的，從利家開始、到前田軍所有武將士兵、都以戰爭後吃到她煮的飯為最高的享受，另外她也利用這個優點而拿到想要的東西。
在『2』中，她的故事模式、是為了肚子餓的利家和慶次而前往各地找尋食材，在BASARA中也是相當特異的表現。另外、在濃姫故事模式中，會對濃姬要對光秀復仇的事加以斥責、也能窺見前田家和織田家為盟友關係的事實。
性格非常好勝、對於總是畏畏縮縮的阿市，會留下「把臉抬上來！我絕不允許把臉向下而哭泣著！」的台詞。
『1』中，大部分的動作都和上杉謙信一樣、在『2』中武器則從刀變成薙刀、属性也從冰變成風、另外也能呼喚住在前田領地中的動物（有老鷹太郎丸、山豬次郎丸、鼴鼠三郎丸、狼四郎丸、熊五郎丸五隻）出來戰鬥。 : 和利家一樣、在打倒秀吉、半兵衛、家康、忠勝時，也會讓他們變成撤退。
『3』中，會用薙刀還有烹飪技巧來支援被迫做了痛苦抉擇的利家。儘管加入上杉軍的前田慶次其獨立自主讓她感到欣慰，不過卻仍然放心不下。
『宴』中，最上義光的故事模式，與前作中，前田慶次的「戰國劇場繪卷」模式，透露了最上為何選在天下二分之戰前，綁架阿松的原因。
『4』與丈夫利家一同支持新生的前田軍

#### 京都花街組
正確來說並不是『軍隊』、而是一群在京都裡，一群享受人生的遊手好閒的人所組成的組織。將祭典和打架視為最高的娛樂。不曉得是否因為要辦祭典讓他們繃緊神經、還是喝酒的關係、士兵們（祭典團員）們的能力都相當高。象徵色為粉紅色（但慶次是黄色）；「宴」中則有一個專屬的關卡「京都花火祭」。
「絢麗豪壮」 前田慶次（まえだ けいじ）
声：森田成一（日本）；蔣鐵城（台灣） 初登場：《2》
属性：風。武器：超刀・朱槍。防具：面具。類型：力量型。第一人称：「俺」。登場文字：「罷通」
18～22歳（透過廣播）。 系列作主角之一，和伊達政宗、真田幸村相比而被擺上「第三個主角」的位置。雖然是利家和阿松的外甥但不屬於前田軍、而是自己成為獨立勢力（離家出走中？）。是名喜歡祭典和打架的傾奇者。 不曉得是過去的經驗或受到利家和阿松這對夫妻的影響、認為比起統一天下，更重要的是要讓喜歡的人得到幸福、所以常一邊旅行一邊問遇到的人是否有在戀愛。
旅行時喜歡拔刀相助、所以有時會有幫助上杉軍士兵、帶領戰爭災民來到城市中、照顧受傷的幸村（來自廣播劇）等好事。喜歡打架而不喜歡戰爭、是裡面唯一不殺敵的角色。
登場時的文字，是由『罷り通る』轉變成『罷通』
由於討厭被利家和阿松束縛、平常時不屬於前田軍、而是在京都裡自由地的生活和遊手好閒著。但其實和阿松之間不像是一般嬸甥關係反而更像是姐弟的關係、與利家間也是內心裡互相欣賞對方。在京都裡的大小老幼居民之間很受歡迎、也和那些遊手好閒的人一起遊玩著。和家康是一起玩耍的好友、和謙信也互相認識而彼此稱對方為「慶次」「謙信」。
過去和秀吉是好友、秀吉之妻寧寧也是他的初戀情人、但在寧寧被秀吉所殺後而與他決裂並且演變成仇人關係。養著一隻叫作夢吉（声：桑谷夏子）的小猴子並且時常帶著一起玩(在慶次的固有技"夢心地"中，能操作牠)。
和一般慶次的形象相比，更接近於漫画『花之慶次』的形象、在能騎馬的關卡中，他所騎的馬的造型也被認為，是以同名漫畫中所登場的慶次愛馬「松風」為原型（作中只有他和秀吉的馬是不一樣的造型），所拿的大太刀似乎參考其聲優森田成一配過的角色黑崎一護（故黑崎一護在初登場時拿著的大太刀跟慶次拿的超刀樣子相似）。
『3』中，在過去的好友秀吉死後、離開前田家而服侍上杉家並且與遠離戰爭生活的謙信一起過著不問世事的日子，並且透過謙信的指示而前去和雜賀眾訂立契約，讓他因此對雜賀孫市一見鍾情，以後就以「要保護喜歡的女人」的信念而跟著雜賀眾一起行動。最後與她一同去救被綁架的阿松並且也要終結家康與三成所引發的關原之戰。
好像還不太習慣真正的戀愛，會為孫市相當暴露的服裝所動搖，當聽到孫市說出「不討厭像你這樣的笨蛋」時會噴出鼻血。
雖然表面上沒有展現出來，但過去的好友秀吉之死卻深深的傷了他的心。所以使他對於殺害秀吉的家康有著複雜的情緒而一直拒絕見他。
BASARA技是把刀和刀柄組合一起變成朱槍狀態、然後加以迴轉來攻擊敵人。這個BASARA技只要事前按挑釁動作，就會多一次迴轉數。理論上迴轉數能增加到無限次、只要在安全場所中一直按挑釁就能使出、不過要在一個關卡做這種事情確實是一個很費力的工作。
『4』回歸前田軍，並成為前田軍總大將。在戲劇線中，對於痛恨秀吉而一直不肯面對他的過去感到後悔，為了與他對話而前往大坂城。但被秀吉所拒而與他決別，同時在接受了他所說「我們各自做的都是正確的」的話後作出抱著即使哀傷難過也要將與秀吉的過去作出決別的決定。之後接受謙信的建議而前去拜謁將軍・足利義輝。
夢吉（ゆめきち）
声：桑谷夏子 初登場：《2》
和慶次一起行動的小猴子，常搭在慶次的肩膀

#### 前田軍兵器
木騎“出雲”
木騎原來是長曾我部軍所作、『1』中，前田夫婦也有一台。詳情請參考後述。

### 淺井軍
和織田軍為婚姻同盟（實際上等於從屬）。以大將淺井長政為首，反應出正義的意志，自稱為消滅『邪惡』的『正義之軍』，只為了正義而出征。對於善惡基準非常極端。根據地在姊川和小谷城。象徵色為紅白。（但武將士兵的盔甲是粉紅色）『4』中和京極軍組成京極淺井軍，並於足利軍旗下。
「信義不倒」 淺井長政（あざい ながまさ）
声：辻谷耕史； 初登場：《2》（能在《英雄外傳》操作）
属性：光。武器：刀。防具：盾牌。類型：平衡型。第一人稱：「私」「吾」。登場文字：「參上」
淺井軍的總大將(在『4』中重新登場，成為率領「京極淺井軍」的總大將)。也是魔王之妹‧阿市的丈夫。
個性剛直且擁有正義感，為人處事非常重視正義，是個貫徹自己正義的信念而生的淺井家當家。對於在戰國之世中所有的邪惡都要加以「削除」。有著相當靈敏的身手。
相信自己頑固的正義，任何言語或感情都無法動搖他的信心，不過因為有時會遇到些挫折，更讓他必須要以自己的信念跨越挫折。對部下雖然嚴苛些，但內心卻是相當的溫柔。為了要貫徹自己的正義，以削除戰國亂世中的邪惡、創造和平無戰爭的世界為目標而戰。
長相端正、髮型為黑色長髮，後面綁著一條馬尾。穿著紅白色的盔甲、戴著頭盔。左腕裝有一個六角形盾牌，不僅可以脫離手腕當作有如迴力鏢一樣的武器使用，還可以分成三個盾牌作為防禦使用。
固有技和BASARA技都會擊出十字的斬擊。而其中一招固有技「理力‧裝光」，可以讓刀或盾牌強化成『光之劍』或『光之盾』，在刀劍或盾牌發光強化的狀態中攻擊力和攻擊範圍(或防禦力)會大幅上升，另外專用裝具「光之劍」在關卡開始後的三分鐘內能夠讓刀和盾同時發光獲得強化。『4』中，可以藉由特殊方法蓄積正義之力，積蓄後讓攻擊方面大幅強化、強化技能，還有一個能夠充分表現出特攝風的強力技能「正義演出」讓他在遊戲中大放異彩。
心中非常重視阿市，雖然對於性格悲觀的阿市經常表現出苛責或是嚴厲的態度，不過也會為了安慰憂愁哭泣的阿市而送她百合花，或是受到阿市稱讚時會露出害羞的表情。對於部下也是這樣的態度，不過部下的戰功得到他的認可時就會加以讚賞。
淺井家與織田家進行婚姻同盟，原本聯姻的目的是阿市奉信長之命潛入淺井家暗殺長政，但阿市卻對嚴厲又溫柔的長政動了心，真心愛上他，因此阿市下不了毒手。
稱自軍士兵為「理義之兵」。會命令士兵在平常時要有優雅的舉止。
『2』中以敵武將身分登場。將織田軍、豐臣軍視為敵人。在秀吉和半兵衛的劇情中甚至要讓長政成為豐臣軍的一員，不過長政表示拒絕。對於豐臣軍用力量統一天下的作法視為邪惡的作為。
『英雄外傳』中，因為阿市的暗殺任務失敗而讓信長直接對長政宣戰，第一次敗給信長之後阿市被接回織田家，長政必須跨越挫折打倒魔王信長拯救阿市，結局則是成功戰勝織田信長，與阿市和長政死別的的故事模式完全相反。
由於故事中更深刻地描寫了他和阿市的關係，與阿市的故事模式成為相對的正反面描述（一般認為是為了補償阿市的故事模式太過悲情的緣故）。
『3』中淺井軍遭織田軍摧毀，因此沒登場。
『4』中再次回歸，經常夾在妻子‧阿市與姊姊‧京極瑪麗亞之間左右為難，總是為此傷腦筋，在姊姊與妻子之間成為了夾心餅乾。

「幻妖言惑」 阿市（おいち）
声：能登麻美子（日本）；傅其慧（台灣）
初登場：《2》（能在《英雄外傳》操作）
属性：闇。武器：双頭薙刀→魔手。防具：護肩。類型：平衡型。第一人稱：「市」。登場文字：「睡余」
織田信長的妹妹、淺井長政的妻子。雖然是絕世美女，但性格相當的内向、悲觀，口頭禪是「這也是阿市的錯…」。
有著毫無自覺地利用自己的美貌操控部下、宛如魔性之女的一面；這種魔性曾被松永久秀和竹中半兵衛加以評判。
面對信長或受到蘭丸挑釁時，會顯露出和兄長一樣有如惡鬼的本性。見到模彷信長行為的蘭丸時也會以「真是可笑」加以輕視。被濃姬認為是世界上唯一能夠真正了解信長的人。對開朗且恩愛的前田夫妻刻意表現得無所謂，顯示出她對別人的幸福既羨慕又嫉妒。
因為政治聯姻的關係才嫁到淺井家，阿市卻對嚴厲而又溫柔的長政動了心，真心愛上他。原本聯姻的目的是奉兄長之命潛入淺井家暗殺長政，但是阿市對長政懷有戀慕之情而下不了毒手，任務最終以失敗作結。雖然阿市也會因長政嚴厲的話語而感到低落，但是一直以來性格消極的阿市卻會為了待在長政身邊，就算被長政勸阻斥罵也堅持要陪同長政一起踏上戰場，從這點也可以看出阿市對長政的依戀。
『英雄外傳』中成為可操作武將。在『2』中的攻擊動作則和阿松一樣，還能拿來攻擊我方，但在『英雄外傳』則變成不行。會將戰場上死亡的武士們的怨念，加以具現化成黑之手，除了能拿來攻擊也變成她固有技的特徵。阿市被打倒時的畫面中也能看到黑色小手出現，小林製作人說那是阿市「無意識之間放出來的」。
在『英雄外傳』中的故事模式的結尾動畫和其他武將不一樣。故事則是以她的心靈寄託長政死亡後，阿市內心逐漸崩壞剝落作為展開，最後露出了阿市心中原本瘋狂的性格。她的故事可說是系列作上最黑暗憂鬱的劇情(小林製作人在接受雜誌訪問時，也說出「一定要照片倉小十郎→阿市→淺井長政的順序去玩喔」)。另外，阿市的表現也被認為是照著能登的代表作之一的『地獄少女』而加以演出，從她的第七武器（像是詛咒人偶的双薙刀「咒恨」）到全身造型和言行等就能看出來。
另外系列作中只有她有專屬的主題曲「眠れ緋の華」並且由所配的聲優能登麻美子所唱。
『3』中，在淺井家滅亡後被帶到織田家中，過著不斷戰鬥的生活。之後因為本能寺之變爆發，於是讓她逃離戰火並且一個人生存下來。但由於逃離殘酷的現實，讓她現在變成失心瘋的情況，也使她失去各種記憶，於是她只能依尋著別人的話徬徨地遊走在各地之中。另外織田家的殘黨們，將她放上第五天魔王的位置。
在故事中有受到家康保護加入東軍的路線或被大谷吉繼利用進入西軍的路線。自己不停地摸索「生存的意義」、在和以真正的魔王身分蘇醒的哥哥・信長再会時找到了真正的答案並且和他一起迎向悲哀的結局
大谷吉繼說是和他一樣是個不幸的人，因此對阿市有特別的好感，在大阪冬之陣後會成為阿市的伙伴。
因為精神錯亂，呈現半夢半醒的狀態。不拿武器，而改成使用黑手攻擊，還能呼喚大魔之手來戰鬥。攻撃範圍相當廣，另外大魔之手和阿市的身体因為是各自獨立，所以即使使用固有技，阿市也能自由移動，讓她的戰鬥方式變得相當多變。
由於武器很像，而把鶴姬當作是蘭丸。在和她和解後，而稱她為「白鳥小姐」。
『3』中的登場時的文字為『睡余』
雖然動畫第一季中被認為已死亡、但在2期4話中能知道她就是安土城跡裡夜夜哭泣的人而確認她還活著並且在被幸村解除了信長對她的附身後，遭到織田家殘黨帶走。
『4』中因淺井軍健在，而回歸淺井軍(京極淺井軍)
「愛染艷花」 京極瑪麗亞（きょうごく マリア）
声：澤城美雪（日本）
初登場：《4》（能在《4皇》操作）
属性：風。武器：布。第一人稱：「妾身」。登場文字：「品定」
『4』中新登場的敵武將。長政的姊姊研習黑巫術，覺得自己是世界上最有價值的人以這個觀點去眺望別人是否符合自己。
與足利義輝的關係也非比尋常
會收到四面八方來的供品。也喜歡搜集四方的東西，搞到淺井家的家計相當困難。

#### 淺井軍士兵
磯野員昌（いその かずまさ）
聲：上田燿司（日本）
動畫Judge End中登場的織田軍殘黨武將。原屬淺井軍，淺井滅亡後歸屬織田軍，而在織田軍也滅亡之後，便追隨著淺井長政之妻、織田信長之妹的阿市。
企圖復興織田家，盡心盡力輔佐阿市。
『3』中，雖然是個一般造型武將，但也是個會掉落大型玉手箱的高級型一般武將。
五本槍（ごほんやり）
初登場：《2》 屬性：炎、冰、雷、風、闇
從淺井軍開始、到北條軍、島津軍都有登場的傭兵5人組(較接近敵武將、但官網裡則是被記述成敵士兵)。這五個人會露骨地要求加薪。成員分別是「炎之槍・壹」、「冰之槍・貳」、「雷之槍・參」、「風之槍・肆」、「闇之槍・伍」。而槍座的造型都模仿其代表的數字而打造出來。
自稱為『戰国最強連隊』，還會像超級戰隊系列一樣，每個人分別報上自己的名字，來向玩家挑戰。有各自不同的屬性，還能夠五人進行連續攻擊，是個不能輕視的組合。特別是在大武鬥會上，他們和滅騎（『2』）、爆彈兵和腐食香爐（『英雄外傳』）的組合，可說是大武鬥會中難纏的強敵之一。
在受到一定程度的損害時，五個人會組合成「戰国最強砲」進行最後的攻擊，然後炸開（自爆）。雖然是配角，但這五人還是有聲優配音，並且在收錄的時期時就這樣把他們的聲音放到遊戲裡。自稱是最強的五本槍在小説版中和本多忠勝打成平手，可說是有著不辱此名的實力。

## 德川軍
三河的大名、過去從屬於織田軍後又投靠豐臣軍。因為家康的人望、而擁有大量兵力。因此得意技就是人海戰術。象徵色為黃色。三代中，因為在小牧長久手之戰中敗於秀吉之手，因此向他稱臣，後來對秀吉以軍事力量平定的天下感到不安而反叛，並打敗了他，並因此與一心替秀吉復仇的三成間發動了關原之戰。
「東照權現」 德川家康（とくがわ いえやす）
声：大川透（日本）；蔣鐵城（台灣） 初登場：《1》（《英雄外傳》起升格為玩家武將，《3》後以青年形象登場）
屬性：雷(3代之前)、光(3代)。武器：槍(3代之前)、拳套(3代)。防具：草摺。類型：平衡型。第一人稱：「朽」登場文字:「登場」
剛開始都依賴著部下‧忠勝，但會承認自己的不成熟、以建立沒有鬥爭的世界為目標。原本屬於今川軍、所以遇見義元會稱他為「義元大人」（現在已獨立）。
從義元開始、一部分的武將和自己的部下會稱呼他的小名「竹千代」。
在『1』的動畫中出現三次，而成為1代動畫中出現最多次的角色。
在『2』中、因為其他武將注意到忠勝的威力，讓他因此好幾次遭到綁架、此部分有如史實而被人質化。最怕的則是被人搔癢。
在戰場上因為擁有不想失去任何一人的信念、所以『2』中的關原之戰裡、會發動號稱斥候200人，本隊10萬人的壓倒性兵力的人海戰術。
『英雄外傳』中升格為玩家武將，但沒有故事模式，普通攻撃的動作和前田利家一樣。而且固有技和武藏一樣只有兩個，並且在長曾我部元親外傳中登場、與他結下了男子漢之間的友情。
和史實一樣與信長同盟、打倒信長、濃姫、蘭丸、利家、阿松、慶次等織田軍勢力時會變成讓他們撤退。但對長政則不會、或許是因信長毫不留情的舉止、讓他多次在其他勢力之間變成夾心餅乾。
『3』中躍升為系列作主角之一。以身體・精神面都已經大幅度成長的青年姿態登場。在小牧長久手之戰敗給豐臣軍後而成為秀吉的部下，不過卻對企圖稱霸世界的秀吉發動叛變，最後在激烈的戰鬥後殺死秀吉。作為東軍總大將而發動關原之戰。
由於自己一方面主張羈絆，卻一方面卻殺害秀吉而產生的矛盾、讓他決意扛起因為自己的夢想所生的悲哀和罪行、因此遭到西軍總大將的石田三成的強烈憎恨、同時也與過去的好友元親、慶次和利家的關係惡化並做好即使解釋也不被相信的打算。懷抱著不為人知的孤獨而以綿延不絕的笑容面對任何人、企圖以「羈絆」之力創造和平的世界。另外對於和自己一樣把武田信玄當作老師的真田幸村也以靈魂互相交流
為了知道別人的痛楚，因此刻意不帶武器，以自己的拳頭立於戰場上，但心裡面出現了「這跟用武力有什麼不同？」
為了天下太平，於是背負了不能避免戰鬥的苦行，選擇以傷害自己的方式捨棄武器，而改以空手來戰鬥。
從開頭動畫和漫畫『ROAR OF DRAGON』中的描寫來看、在加入豐臣軍就已經成長為一名青年且不用任何武器。
在家康的回憶中，可看出與三成曾是不錯的朋友。
『4』脫離豐臣軍後獨立，但家康陷入和豐臣軍所做的行事沒什麼差別的迷惘之中
「戰国最強」 本多忠勝（ほんだ ただかつ）
初登場：《1》
屬性：雷。武器：機巧槍。防具：鋼護肩。類型：力量型。登場文字：「起動」
擁有「戰國最強」稱號的德川軍武將。沒人聽到他的名子無不聞風喪膽。是個令許多武將都畏懼的極具壓倒性力量的武將。
全身穿著巨大的盔甲，右眼還會發出紅色的光線。無論使用什麼武器都無法對他造成一分傷害。盔甲後方有個刻有葵紋的機械背包，裡面裝有各式各樣的兵器，外表就有如就有如巨大的機器人一樣。
武器為在槍尖處有著像是鑽頭的巨大槍，槍尖能夠高速迴轉，但當忠勝還沒起動(或被打倒時)則會停止轉動。
會發出各種機械聲，台詞皆以「……」「!」「?」構成，完全沒說過任何一句話，彷彿就像是真的兵器一樣。不過機械聲中多少都有表達一些意思，身為主公的德川家康和德川軍士兵還可以因此和他有明確的溝通。
登場時的文字為『起動』，還會發出機械啟動的聲音。
與島津義弘為好敵手的關係，兩人被合稱「最強宿敵」。
在遊戲中的體力、攻擊力、防禦力都相當強大。攻擊範圍廣，甚至不會倒地，讓人感受到他那強大的力量。
弓箭、鐵砲、岩石等會飛的道具都不能對他造成傷害、甚至連很難阻擋的騎馬隊突擊也都能加以反擊（不過會受到損害），讓他在遊戲中有著如稱號一樣擁有非人的威力。
技能皆以"形態"來命名。盔甲後方有個裡面裝有各種兵器的機械背包，可以從裡面啟動噴射推進器(機動形態、飛行形態)、鋼盾(防禦形態)、砲管(攻擊形態)、帶電浮游砲(援護形態)和電磁場(電磁形態)等各式各樣的兵器，因此他的戰鬥方式相當豐富。
在『2』的開頭動畫中，用飛機彈射器來發射出擊。
在『1』中的三方原強襲戰關卡中會以敵人身分登場，就算對他攻擊，他的體力也幾乎不減少，被他反擊可能瞬間紅血，瀕臨死亡狀態，就其稱號一樣的恐怖（不過打倒他也能拿到相當巨大的經驗值）。而在『2』的大阪夏之陣中，關卡開始沒多久就會與他相遇，這關卡中的忠勝攻擊和防禦都是超乎常人的強。因此在大阪夏之陣中的「真田砲」就是能夠將本多忠勝打倒的兵器，只要在真田砲發射前(大約遇到忠勝後三分鐘)打倒忠勝就能獲得特別恩賞。
在『英雄外傳』的新關卡小牧長久手之戰中已敵人身分登場時，還能徹底發揮出「戰國最強」的實力，不只要打倒他三次(復活兩次)，每一次打倒他重新起動: 後都會讓他的攻擊威力和防禦力大幅上昇變得更強。(表面上難易度雖然是三顆星，但這關卡被玩家們評價成『英雄外傳』中最困難的關卡之一)
忠勝在以敵人身分登場並且被打倒後，會發出混合蒸氣音和機械音的台詞。
然而被打倒後也不會倒地，而是跪在地上停止機能。
不管加入多麼大膽的設定、其外表都和一般的本多忠勝的形象相差無幾(包括其頭盔、盔甲的造型)。
『3』中，與家康變得更加深厚的羈絆是值得矚目的焦點，且依就不變的繼續保護家康。
『4』中跟著家康脫離豐臣軍，並且為了君主家康的夢想，決定再次振揮長槍。
因為本多擁有壓倒性的力量優勢，而且以機械人的形式出現在遊戲中，很多玩家紛紛替他取了「本多鋼彈」這個稱號。
「綺羅榮星」 小松姬（こまつひめ）
声：茜屋日海夏 初登場：《戰鬥派對》
戰國最強‧本多忠勝的愛女，雖然具有公主的身分，卻遺傳到父親武勇的才能，由於希望能夠不藉由家名，而是靠自己的力量獲得他人的認同，而且也因為不喜歡被人當作公主伺候，於是每天都在進行鍛鍊，並伺機找尋可以在戰場上活躍的機會。

### 德川軍士兵、兵器
虎
請參考後述。
削岩重機 角土龍
與黑田、最上軍擁有的兵器一樣型號，不過，根據德川家康的說法，這台「角土龍」應該是向最上義光調配過來的。
關於角土龍，請參考後述。
酒井忠次（さかい ただつぐ）
声：西川貴教（日本）
《動畫》第三季登場的德川軍武將。德川軍重臣並輔佐主公 家康
從小就是德川軍的一員，和家康相處非常不錯
第九話和大友宗麟的人生相談中透露自己很想在宴(3宴)和創世(4代)登場

### 井伊軍
以井伊谷城為根據地的軍隊，但井伊軍崇尚女尊男卑，大部分士兵幾乎由女性擔當，至於男性則是很悲哀地負責守門的職位，其地位非常低。
「剛潔撫虎」 井伊直虎（いい  なおとら）
声：坂本真綾 登場：《4》
屬性：炎。武器：巨劍。第一人稱：「私」。登場文字：「凜然」
對於世間所有男性都燃起敵意的井伊軍熱血女大將，也是個會因為戰爭而難過的少女。為創造少女之世而拔劍戰鬥。曾經因為與武田軍的戰鬥，而被強迫解除婚約的過去，所以單方面敵視武田信玄。
個性好勝，因此受撫子隊所仰慕。一方面有比較不好通融的地方，並常常因為嚴厲的態度及強勢的語氣帶來麻煩而多次被人誤會。
但另一方面也會有不擅長與人往來的一面（特別是男性），由於對於男性有異常的對抗意識而因此帶來想要反抗他們的一面。
另外對於男性手下們，雖然會嚴厲地指責他們軟弱的一面，但其實不會一直挑剔阻礙他們。
似乎不討厭除了未婚夫外的男性，與家康保持友好的關係、在家康的創世線中與他同盟，自己的關卡中也會有忠勝以援軍身分登場。
戰鬥使用的武器為巨劍，是自島津義弘以來的第一個女性角色，而自在操作巨劍的戰鬥方式也是自一揆眾的伊月以來第二個力量型的女性角色。固有技分別以花取名，並且透過揮舞巨劍時的重心移轉，衍生出多變的攻擊方式。

### 井伊軍士兵、兵器
虎
井伊軍所飼養的老虎是隻母虎
請參考後述。
撫子隊（なでしこ隊）
井伊軍的少女部隊，非常尊敬直虎並崇拜她。
撫子隊裡的成員們完全單身，並且已經鍛鍊出腹肌。
男眾（男衆）
和其他軍隊不同於既消極又弱氣的部隊，主要負責家事方面的工作，是地位最低的部隊。

## 豐臣軍
從大坂突然出現的新興軍事勢力。是一隻實力能與織田軍匹敵的強豪，口號是「要讓日本成為與世界聯繫的強國」。積極引入其他勢力的軍隊、所以組成的士兵和兵器都相當多元。但和史實不一樣的是，豐臣軍並非從織田軍那邊獨立出來，而是完全的新興勢力。象徵色為紅與黑。在三代中取代被光秀反叛而死的信長而統一天下，但卻因為家康反叛而因此潰散。『4』中則有描述著健在時的豐臣軍。
「裂界武帝」 豐臣秀吉（とよとみ ひでよし）
声：置鮎龍太郎 初登場：《2》
属性：光。武器：籠手。防具：護肩。類型：力量型。第一人稱：「吾」「本座」。登場文字：「出陣」
豐臣軍的總大将。在本作被描寫成體型巨大魁梧的武將。性格、外表與史實上「滑稽聰明的丑角」的印象不一樣、反而顯得是威風凜凜的「霸王」。
為了統一亂世的日之本、使之成為強國而捨棄過去，堅信唯有向未來前進才能讓國家富強，因此決定挺身而戰。為了這個目標，他義無反顧，下定決心奮力往前邁進。
他認為日本不該分裂成各個小國家自相殘殺，而是讓日之本內的所有武將在他的麾下集結為強大的軍隊，讓日本成為富強的國家。為了要讓國家強盛、不僅不殺敵、還會勸告他們加入豐臣軍、對於有能力的武將士兵，即使是仇敵也會讓他們加入、相當具有與統治國家相符的器量。
給人「力量」的特色相當強，是個具有壓倒性力量的武將，能夠單憑一隻手就能發出衝擊波擊退敵人，其衝擊波甚至能夠將敵軍發射的無數箭矢彈回去；拳擊甚至能夠一拳將海水劈開、還能讓城池或地面崩裂，使秀吉徹底展現出霸王強大且過人的力量，本人並不使用任何武器，而是用拳頭對敵人拳擊和掌擊，也會使用各種格鬥術來攻擊敵人，甚至還會將敵人抓起來施予摔打攻擊來粉碎敵人。在合戰中還有專屬的巨大黑馬讓秀吉騎乘，讓秀吉給人的感覺更加威風。
其『富國強兵』與半兵衛整治軍備成為最強的軍團，然後建立一個最強國家的天下，這也是秀吉與半兵衛之間的夢想。
對於自己的士兵或武將，要是做出能獲得他認同的貢獻、或是戰功得到他的認同，就會加以讚賞，是個非常珍惜士兵與部下的人。
過去曾經是慶次好友，性格溫和的青年。見到松永軍所屬的三好三人眾的惡行而闖入松永軍的陣地，結果被松永久秀攻擊得體無完膚，甚至差點喪命，在這之後他認為沒有力量的自己是弱小的、沒有力量的人將會失去一切，因此他渴望力量，想要變強、殺害了自己的弱點寧寧，也因讓秀吉、半兵衛和慶次決裂。
『2』中的故事模式中，認為織田信長就是讓腐敗的元兇，秀吉認為濫用力量將敵人趕盡殺絕就是讓國家弱化的原因之一，因此完全不能接受織田軍的所作所為，而將織田信長視為敵人，決意與信長決戰，要信長做出迎接這國家未來的抉擇。
『3』中在小牧長久手之戰贏過德川軍之後，將家康收為手下。之後在明智光秀引發本能寺之變、織田軍滅亡後，統一了天下並且以進出世界為目標而在各地挑起戰火，被收為手下的家康對此有所疑問，於是秀吉和家康開戰，在激烈的戰鬥後，遭家康擊敗而亡。
『4』中以玩家角色的身分重新登場。足利義輝所引發的『戰國創世』對他來講，是讓日本引起扭曲的錯誤，並且想加以導正。而在劇情路線中，半兵衛病逝，征服日本後在半兵衛的墓前發下要成為世界的霸王的誓言，並且與所有的過去與回憶決別。
「蒼烈瞬躪」 竹中半兵衛（たけなか はんべえ）
声：石田彰 初登場：《2》
属性：闇。武器：關節劍。防具：披風。類型：平衡型。第一人稱：「僕」。登場文字：「著手」
豐臣秀吉的好友兼右手(友情)。是支撐豐臣軍的天才軍師。不只是有著高度智慧，也有能夠華麗操縱伸縮自在的劍(關節劍)的實力。與史實上一樣患有疾病，所以生命所剩的時間不多，為了實現好友豐臣秀吉讓日之本成為強國的夢想，也為了讓豐臣軍成為最強大的軍隊，隱瞞自己的病情揮舞著關節劍。
帶著面具、左肩上帶著短披風，彷彿就像是怪盜的容貌一樣。性格冷靜沉著，無論戰況遇到什麼劣勢都能利用才智將其化為優勢。與毛利元就相反，對自己士兵相當好，會考量到每個士兵的安全和待遇。也能夠考慮到在犧牲最少自軍士兵的情況下獲得勝利。不過因為要將每個士兵訓練成有能力的精銳，他的調教相當嚴格，對於自己的士兵、會分別使用軟硬兼施的言行和舉止。
擁有一把能夠伸縮自在的武器關節劍，這把劍具有"劍"與"鞭"特性。伸長前為劍型態，能夠近距離操出斬擊；伸長後為鞭型態，能夠優雅的進行大範圍華麗的攻擊，也能夠從遠處將敵人拉至前方或是刺殺。然而半兵衛擁有能夠操作這把劍的實力，有著與其他武將不同的戰鬥方式。
與史實上一樣，以少數兵力就攻陷稲葉山城、所以他也有同名的城作為居城。
『3』中，則是在豐臣家取代織田家後不久就病逝，而他的死也成為秀吉要進出世界的原因。
『4』中以玩家角色的身分重新登場，為了要讓秀吉成為守護日本的始祖而繼續為他而戰。
「風雲立志」 加藤清正（かとう きよまさ）
声：江口拓也 初登場：《戰鬥派對》
憧憬成為擁有城池的大名並希望能揚名世間的年輕武者。雖然實力出眾，但因為默默無名的家世背景，讓他感受到自己的才能沒有獲得正確的評價。為了打破這一切，決定流浪在這亂世的日本之中，求取相對應的官職。

### 豐臣軍兵器
由於滅騎和仁王車原來就是長曾我部軍所作、所以在「四国重騎戰」中，讓秀吉和半兵衛對這些兵器產生興趣、而從四國奪回來、或是也被認為是參考他們的設計獨自製造出來。
一夜城
史實上是在一夜之間，以非常快速的手法而建造出來的城，但結果被BASARA加以解釋成「一瞬間從地上長出來的城」。一般準備在稻葉山裡。只要打倒防衛隊長就能加以壓制，但要破壊則是不可能。
八雲（やくも）
在稲葉山上所設置的大砲。能不間斷的砲擊，只要成功奪取就逆轉戰機而對敵人加以攻擊。
滅騎
竹中半兵衛準備在稻葉山中。最初埋在地裡。詳情請參考後述。
仁王車
被準備在大坂城中。詳情請參考後述。

### 石田軍
即原本的豐臣軍，豐臣軍直屬的軍隊，以三成為首，是支訓練有素的軍隊，別名又叫『凶王軍』。象徵色為淺紫色。
《3》中豐臣軍因為家康謀反而擊敗秀吉，因此在秀吉死後重整的軍隊，由三成帶頭率軍。
《4》中因為當時豐臣秀吉健在，於是歸入豐臣軍作為別動隊，本據地並非在大阪，而是在近江・佐和山城。
「君子殉凶」 石田三成（いしだ みつなり）
聲：關智一 初登場：《3》
屬性：闇。武器：刀。第一人稱：「私」。登場文字：「出陣」
系列作主角之一。豐臣軍的年輕武將、秀吉的左手(力量)、石田軍以及西軍的總大將。
從被秀吉提拔以來，將主君豐臣秀吉當作神崇拜，豐臣以外都不關己事的思考以及不求他人理解的嚴格銳利態度，經常讓周遭的人感到害怕。
無法掩飾、扭曲自己的感情，而顯得對他人充滿攻擊性，不論誰說什麼都不會通融，所以讓他很不得人心，不過也還是有像左近與大谷一樣能理解他的人。對於善良或邪惡都相當單純而不懂偽裝自己。所以他對任何人都不會輕易打開自己的心房，但只要取得他的信任，他也會對這個人相信到底，不過相反地只要遭到背叛也會痛恨到底。
對於秀吉和半兵衛非常忠心，被作為「豐臣的左腕」，好像將自己的一切都獻給了豐臣軍一樣而繼續前進。
有著白色的頭髮及皮膚，以及碧綠的雙瞳。以刀作為武器，雖說是居合斬，卻有著與謙信不同的攻擊方式。且從不把刀繫於腰上，而是用左手拿著(或許是方便右手快速拔刀才會如此)。
擁有特殊移動能力「剎那」，在遊戲中只要在招式結束後繼續按著按鈕，就能直接瞬間移動到對手的位置進而繼續攻擊，可說是犯規級的特殊能力，另外攻擊火力也是相當強大，讓他成為很好上手且愛不釋手的角色。
另外在三成因為憎恨到達極點時，全身會發出紅光，變的失去自我的「恐惶」狀態，不分敵我大開殺戒(如左近的動畫路線)，但遊戲中只是個特殊移動技而已。
有著和信長的『魔王』秀吉的『霸王』並稱的『凶王』之名。也因此被叫作『凶王三成』（きょうおうさんせい）。
由於過去所相信的好友家康叛變的事情深深影響他而使他無法原諒家康。
雖然表面上看不出來，但對自己的士兵其實相當好，認為他們是秀吉努力訓練出來的士兵，不允許他的士兵們輕易送死。
『3』中在主君豐臣秀吉被當時隸屬豐臣軍的德川家康叛變打倒後，被復仇的狂氣所附身，一心只以殺掉家康為目標。但也因為執著復仇不顧自己的安危、這種近乎危險的無私程度反過來還成為一部份武將加入西軍的理由。
聽到別人提到「家康」兩個字時會相當憤怒，但其實自己會常常連叫著「家康」
對於他人遭背叛的事也相當敏感，當三成知道長曾我部是因為毛利使計讓他憎恨德川時對毛利元就感到相當不齒。在元親的故事中，當三成知道大谷也是讓長曾我部跟德川反目的幫凶後，羞愧的要元親殺了他自己，但元親認為他也是被蒙在鼓裡的其中一人，並沒有對三成下手。
從家康的回憶看來，家康與三成曾是不錯的朋友。
『3』的主線故事結局中，三成打敗了家康，原本感到高興，但是復仇成功之後卻讓他反而沒有繼續生存下去的意義，感到相當空虛，因此自己感到相當反悔。
『4』中家康直接背叛豐臣軍而獨立，雖然一心想打敗家康，但依據戰國創世模式的劇情不同有著不同的想法。
整體的形象有著「墮天使」般的復仇者，官方也有以三成為主角的漫畫「blood angel(墮天使)」。
「寥星跋扈」 大谷吉繼（おおたに よしつぐ）
聲：立木文彥 初登場：《3》
屬性：闇。武器：念珠。第一人稱：「我」。登場文字：「實行」
石田三成的朋友，豐臣軍的第二軍師，擔任眼裡除了要向家康報復以外什麼都看不到的三成的輔佐軍師，穩固住了整個西軍。
稱秀吉為「太閣」，稱半兵衛為「賢者」
因為身染重病，在秀吉還活著的時候便被周遭的人疏遠。
和史實一樣全身包著繃帶且坐在轎子上，遊戲中其轎子能浮在空中而因此不能騎馬。雖然不能騎馬,但可透過固有奧義讓他有可以媲美騎馬般的速度。
由於自己的疾病而讓自己的心也跟著生病，因此憎恨世上所有活著的人，引起戰爭的目的是「要讓全部的人類都變成和他一樣不幸」，於是和毛利共同策畫了關原之戰而成為西軍背後真正的黑手。對於提出要讓全部的人擁有喜愛的羈絆的家康有著強烈的嫉妒和厭惡。但隨著故事的進行時會提到「也要讓三成遭遇不幸嗎?」的問題卻又使他猶豫不決並且之後引發了悲劇。
會無意識地重視三成的事情，即使背著三成而秘密地活躍著也不會對三成不利。
如果有人讓三成再次感受到遭背叛的滋味時，這時的大谷會與平常不同而變得非常憤怒，甚至對背叛者下咒（ex:毛利元就、小早川秀秋）。
以三成為首，小早川秀秋和黑田官兵衛等人都稱他為『刑部』，緣由來自他的正式官名『刑部少輔』簡稱。只有半兵衛和毛利元就稱『大谷』，則秀吉是直稱名字『吉繼』。
登場時的文字為『實行』
「雙天來舞」 島左近（しま さこん）
聲：中村悠一 初登場：《4》
屬性：風。武器：雙刀、踢擊。第一人稱：「俺」。登場文字：「勝負」
系列作主角之一。跟隨石田三成，豐臣軍的年輕突擊隊長。最喜歡打賭的活潑青年，不只是看起來輕薄的外觀跟態度而已，連身手也非常輕巧。憧憬主公石田三成，有著非常忠義的一面。

#### 石田軍兵器
戰車天君
初登場：《3》
由以裝備著盔甲的馬為武装來拉著馬車，像是戰車兵的兵器。三成曰「秀吉大人殘留下的力量象徴」能夠不斷的驅動著將敵人加以擊退。
這個樣子讓伊達軍士兵說出「比我們還要暴走」而被人所懼。
另外馬車内部有著機關兵器、當打開時會有火燄放射、砲撃、落雷等攻擊。登場時的文字為『疾走』。其外型是惡搞「惡魔獵人3」裡的亡魂戰馬。
忌咒 毒塵針
初登場：《3》
從砲台發射、對戰場加以突刺的巨大針頭。會從中彈的地點、散發出毒氣。在毒氣範圍內、玩家的體力會減少。
是作為吉繼『將自己的“不幸”讓他人嘗嘗看』的精神象徴的兵器。就連加入西軍的官兵衛也對他說出「噁心的興趣」。登場時的文字為『咒動』。
《4》中除了「關原之戰・西陰」以外，武田漢道場的師範代與虎帶認定，也設置了這個陷阱來考驗玩家。

### 黑田軍
跟隨官兵衛的軍隊、在石垣原中進行坑道挖掘工作、而總讓人覺得像是工地現場的工人一樣。雖然對於官兵衛相當仰慕、但一方面也因為知道他的不幸、而偶而會有諷刺他的對話出現。象征色为土黄色。
『4』黑田軍依然是獨立勢力，並非豐臣軍所屬分軍隊
「機略重鈍」 黑田官兵衛（くろだ かんべえ）
声：小山力也 初登場：《3》（但『2』中以大眾臉武將登場）
屬性：風。武器：鐵球。第一人稱：「小生」。登場文字：「行動」
過去屬於豐臣軍的武將。即使在秀吉的手下裡也是虎視眈眈著整個天下，因此被石田三成放逐到南方。有著優異的才能，但因為也有大大超越其才能的惡運，使得他成為做什麼事都不順遂的惡運人物。在他的勝利畫面中，會說出「就趁這個樣子奪取天下吧」的話，可是接下來卻反而被追兵追殺而繼續逃亡。僅管如此，在天下二分為東西方之戰前、為了要實現他的野心，讓他從黑暗的洞穴之中出來行動。偶而會被叫作『獾(日文叫作穴熊)』。有著在事情不順時會大叫出「搞什麼呀ー！！」的口頭禪。
登場時的文字為『行動』，雖然虎視眈眈描準著整個天下、但還是會有掛念「坑道」的時候。
在小田原進攻時因為施展無血開城的策略，而因此和北條氏政成為好友。
跟北條氏政同屬「敗北組」的成員，兩人惺惺相惜，激動時會互相跟對方大喊「同志喔喔喔喔喔！！！！！」。
在雙手被銬住的情況下而遭到流放，雖然大谷吉繼得到了他手銬的鑰匙，但卻被大谷忘了說過要幫他打開手銬的事情，於是讓他就這樣戴著手銬到處尋找鑰匙，最後先是擊破毛利元就，再闖入東西軍的交戰之地-關原之中。雖然在戰鬥中陸續擊破拿到他鑰匙的人，可是卻在最後被鳥叼走了鑰匙，讓他可能不幸到無法找到手銬的鑰匙……。
若大友軍成功統一九州（或者九州除了玩家外僅剩大友軍，不可是島津或黑田軍），將會看到他與島津義弘入信薩比教，還得到個人的洗禮名「Joshi黑田」。
和島津義弘及立花宗茂結為好友、在他的故事中還會和他們一起亂入關原之戰。
『4』開始挖掘貫通日本全區的地下通路，想在亂世中實現自己的野心。在劇情路線中，礦工們在地下通路中發現幽靈並嚇到拋下官兵衛，但幽靈的真身是後藤又兵衛在背後作怪來報復官兵衛，在誤打誤撞的情況下，又兵衛透露了手銬鑰匙的去向，官兵衛立刻出發佐和山城找大谷吉繼算帳。當官兵衛迫使大谷吉繼交出鑰匙時，無意中透露鑰匙在石田三成身上，後來官兵衛在與三成對決時差點被斬殺，幸好又兵衛及時拋出刀刃把三成解決掉。官兵衛幾經辛苦取得手銬的鑰匙，順利用鑰匙解開了手銬，官兵衛看到自己雙手終於自由就高興得把雙手舉起來......又兵衛就順便的幫他套了個鐵制手銬，還連住一個比原本的鐵球還要大、還要更重的大鐵球，害官兵衛生氣得馬上開始拖著這麼一個又重又大的鐵球追趕著又兵衛。

#### 黑田軍兵器
削岩重機 角土龍（がんさくじゅうき つのもぐら）
初登場：《3》
有著巨大的兩隻角的鑽頭的戰鬥車輛（削岩機？）。由官兵衛設計，好像是工地用機械轉變兵器使用。有著和巨大機體不符的迅速、而可以對敵人進行鑽擊。
另外因為是鑽頭機、而能夠挖洞攻擊、還能夠從地上鑽出來突襲。還有車後有一根巨大的發條，只要加以攻擊能暫時停止它的運作。
據傳聞這台可在市場上能買得到，而似乎最上軍也擁有這台巨大兵器。
穴道車
初登場：《4》
於「日本穴道‧如水線」關卡中登場。穴道車體型大且上頭有設置機關槍臺座，於鐵道上行駛，玩家們可以操作穴道車來攻擊對手，可說是basara中創新的玩法。
似乎是官兵衛專用的，但放置在穴道停車場中給玩家使用，而且還不只一臺(但玩家只能操作一臺)。

### 後藤浪人眾
跟隨後藤又兵衛的浪人們，在日本各地流浪的軍隊，部分成員是之前豐臣軍和黑田軍的士兵及武將，並沒有根據地(但會在地下穴道行動)。
「執心流浪」 後藤又兵衛（ごとう またべえ）
声：三木真一郎 初登場：《4》
屬性：雷。武器：奇刃。第一人稱：「本大爺」、「又兵衛大爺」
原本是黑田軍的武將，目前沒有主公而以浪人身分徘徊於日之本。
自尊心很高，對於傷害自己尊嚴的人會產生強烈恨意，並將對手的名字寫入「又兵衛閻魔帳」，並執著於報復
性格非常殘忍，對於敵人會以「處刑」來加以殺害。對他人蔑稱為「木偶」
平常講話會帶有輕視的語氣，講話看起來也像個流氓一樣。
武器是一把名為「奇刃」，形狀特殊而相當鋒利的刀（刀柄很軟，很有彈性），不只會用來斬殺，還會將奇刃擲出攻擊，奇刃丟出去的期間會以空手格鬥技來戰鬥。
雖然已經離開豐臣軍，但仍對豐臣軍的武將們表有敬意，尤其是竹中半兵衛，又兵衛將他與自己並列自稱為「天下二兵衛」，卻對官兵衛毫無敬意(實際上天下二兵衛是竹中半兵衛與黑田官兵衛)，在嚴島奪回戰關卡中則稱為「天下三兵衛」。
在又兵衛戰國創世的劇情路線中，透露出過去因為想證明自己的實力給秀吉與半兵衛看而去挑戰謙信，卻大敗而回，又兵衛無法接受這樣的結果，在小田原之役無視三成的軍令去襲擊伊達政宗，結果慘敗，從此對政宗與謙信就抱有強烈的恨意，之後在官兵衛被幽禁的期間，離開豐臣(黑田)軍。
非常忌妒三成能受秀吉與半兵衛的讚賞，甚至還有想法要取代三成並且成為豐臣左腕，希望得到秀吉與半兵衛的認同與讚賞，在大阪城的關卡中，除了打倒三成是用「處刑」之外，其他的秀吉、半兵衛、左近、吉繼都為撤退。
目前在「又兵衛閻魔帳」名單最上面的名子是伊達政宗、第二個則是上杉謙信、第三個是德川家康
另外討死時的台詞「討厭一個人‧‧‧」也表示他實際是害怕孤獨一人
代表動物為暴龍。

## 千家眾
和茶人 千利休被豐臣軍追捕而共通行動的軍隊，由於正在逃亡，並無根據地
「侘美寂美」 千利休（せん の りきゅう）
声：櫻井孝宏 初登場：《4皇》
属性：感。武器：扇子。第一人稱：「僕」〈侘美助〉、「俺」〈寂美助〉。登場文字：「席入」
過去曾是服侍豐臣軍並擔任茶頭職位的茶人。由於喜歡讀人心思，並擁有不喜與人爭鬥〈侘美助〉及好戰兩種人格〈寂美助〉。現在因為被懷疑是暗殺秀吉未遂的嫌犯而被豐臣軍追捕。
攻擊方式會隨著不同人格而有不同的變化。
由於千利休被豐臣軍通緝，所以合戰勝利顯示文字是「逃走」。
以豐臣秀吉進入戰鬥時，開頭動畫會顯示豐臣秀吉怒氣沖沖找千利休算帳，卻被另一個人格（寂美助）擋下來的場面

## 長曾我部軍
以四国的土佐為根據地的軍隊。不過與其說是『軍隊』，倒更像是『海賊團』。擁有大砲和鐵砲等最新兵器，但從何取得與取得方法皆不明。象徵色為紫色。（本作使用的姓氏並非常見的『長宗我部』，而是較為少見的『長曾我部』）
「天衣無縫」 長曾我部元親（ちょうそかべ もとちか）
声：石野龍三 初登場：《1》（能在《2》操作）
属性：炎。武器：錨槍。防具：頭盔。類型：平衡型。第一人稱：「老子我」。登場文字：「進擊」
年齡似乎是22歲，自稱為「鬼島之鬼」、「西海之鬼」的長曾我部家當家與總大將。
與外表不同，擁有戰國最高的科學技術，不但會以巨大的移動要塞富嶽砲撃來襲的敵人，還能將後述的木騎等兵器用於實戰，可說是一位易於接受嶄新戰術並且思考模式多元的人（但是重騎等最新兵器造價昂貴，因此長曾我部軍的財務似乎長年處於危機狀態）。另外，由於元親喜愛機械與兵器之緣故，在『2』中，他曾為了讓忠勝成為同伴而綁架家康。在『4』中，和家康為朋友。
正好與伊達政宗相反，在左眼上覆蓋著紫色眼罩，但是戴眼罩的理由則沒有說明，所以是否和政宗一樣單目失明這部分目前未能定論(也有可能是為了突顯海賊風格而設計成這種造型)。
元親的形象是海賊的老大，雖然外表看起來像是粗魯的野蠻人，不過利家與阿松卻說他是個「好人」。
士兵(小弟)們都叫他「大哥」來表示他們的仰幕之情、甚至還擁有狂熱的親衛隊（全體男性）。從他養了一隻頭上包著頭巾的鸚鵡當寵物這一點看來，故事中非常強調他身為海賊的形象。他對天下沒什麼興趣，從『英雄外傳』的元親故事模式中最後幾句台詞：「比起天下，我更想要吹著海風在海上旅行」可見一斑。
『2』中昇格成玩家可操作角色，且登場時的文字改為『進擊』。元親的故事模式是以搭著海賊船旅行全國找尋寶物作為展開，他對於輕視部下性命的毛利元就表示出厭惡，另一方面也可以見到他和同樣有著老大風範且擁有許多粗野手下的伊達政宗兩人意氣相投的畫面。在『英雄外傳』中，元親也和家康結下深刻的友情。但是關於元親與毛利的關係，從戰鬥時的會話和擊破時的反應來看，也具有難以說是單純敵對關係的部分，而且在元親故事模式中，毛利是唯一退場方式並非戰死而是撤退的敵方總大將。
在『2』中，阿松的故事模式裡，元親爽快地借給想要釣鮪魚的利家和阿松一艘快船，並且許可他們前往海上釣魚。或許是受到這段交情的影響，在打倒利家和阿松時，兩人的退場方式也會變成撤退。第二衣裝同樣以海賊形象為主，像是模仿電影神鬼奇航：鬼盜船魔咒的西洋風造型。
『3』中，因為自己的領地四國被家康攻下且讓他失去許多部下，因此無法容許遭到在英雄外傳中成為朋友的家康背叛，
憤而加入西軍與三成聯手對付家康，但心中卻還是殘留有相信家康的一面，於是為了追求真相而前往各地。
另外因為自己的海盜事業而和鶴姬結下孽緣。所以和她會有像是小孩子般的吵嘴，還因為自己做的機關被鶴姬看得很低而向她提出挑戰。還有和雜賀孫市在過去為青梅竹馬，所以知道她的本名並且會叫她「沙也加」。
實際上真正襲擊四國並留下德川軍旗的幕後黑手正是大谷吉繼指使毛利元就所為。之後得知真相的元親，對於家康的怨恨感到後悔，後決定退出西軍，與毛利元就進行報復。
即使石田三成在與長曾我部軍協定同盟時有不敬的舉動，但同盟後元親與其部下仍把三成當夥伴看待。
『4』搭乘移動式海賊要塞「百鬼富嶽」不斷在海上航行，前往異國的海洋為目標

### 長曾我部軍士兵
重（しげ）、可之助（べくのすけ）、助六（すけろく）、彦次（ひこじ）、政（まさ）、春吉（はるきち）、左平太（さへいた）、弥太郎（やたろう）
声：遠藤大輔（重）、德本恭敏（可之助）、興津和幸（助六）、渡邊英雄（彦次）、金野潤（政）
動畫版出現的元親手下武將。每個人有著像是海盜般的打扮，但也有像是普通武將的打扮。

### 長曾我部軍兵器
「機巧要塞」 木騎（もっき）
初登場：《1》 屬性：炎
與星際大戰中，所登場的AT-AT有相似造型的巨大兵器。能夠進行連射，也能一邊發射弓箭、一邊發射炸彈。但為了製造它而要傾盡國力。被長政說是「邪惡的巨大兵器」。薩比教和前田軍在『1』中也有一台。另外『1』中，在長曾我部軍中被取名為「朱點」。
「超機巧要塞」 滅騎（めっき）
初登場：《2》 属性：炎
木騎進化型。用龍頭當作裝飾、有2管巴爾幹砲、上面還裝備像是天守閣的設備，變型時能使用炸彈和火燄攻撃。攻撃時，脚會彎下來而讓機身整個下降。雖然很強，但相對的也需要大量的維修費，還因此讓長曾我部軍發出光是修理費就要傾盡國力的哀嚎聲。
「轟突猛輪」 仁王車（におうぐるま）
初登場：《2》 属性：無
以東大寺的金剛力士像作為上半身，然後下半身搭配輪椅的兵器。能夠使用突擊、伸出手腕等攻擊。
和木騎一様，原來就是元親所作，不過可能是因為製造技術不難，所以很多軍隊都擁有仁王車。但元親軍所持有的似乎是最新型。
富嶽（ふがく）
初登場：《1》 属性：無
『1』中出現，由長曾我部軍擁有的移動要塞
設置多數的大砲、能夠不間斷的砲擊，但是以正面的獅頭上方的大炮為主要攻擊目標。
在動畫版中，有著能夠從四國發射到安土城的精確射擊能力和遠程射擊距離。
但在第二季裡遭到秀吉的破壞並且由毛利帶往自己的基地裡加以組裝，變為日輪，企圖以此對抗豐臣軍。
曉丸
初登場：《3》
富嶽的加強版，在背上載有帆船的六腳巨大兵器。機動力很高、當它的腳折起來時會進行迴轉或從空中落下的攻擊。也有未完成而就直接推出來攻擊。
後方的發條是弱點;另外一部份的長曾我部軍兵士有在頭盔上裝有迷你曉丸。
是在富嶽之後，元親投注畢生全部金錢，承載著統一天下的夢想，所製作的巨大移動要塞。
《4皇》則是以合戰輪盤中的「變化」來登場，不只能迴轉攻擊敵人，還能從口中發射雷射砲
百鬼丸
初登場：《4》
與曉丸組合的巨大兵器，是由雜賀眾與長曾我部軍的技術結合而成的最終兵器，兩側有巨大的加格林機關槍，以及與曉丸組合的巨腳，中央是一個鬼頭，鬼的口中有會吹走玩家的風扇以及吸引玩家的吸引器，此外百鬼丸的防禦力及體力相當高。
弱點有兩種方法第一種方法是在『海賊要塞 百鬼富嶽』關卡開始，約一分鐘內必須進入動力室，之後約六分鐘內消滅300名守衛和所有資材運搬兵並接近長會我部元親，這樣對百鬼丸的效果血量只要打一半就好；另一種方法是他左右共有四隻腳，只要破壞其中一隻腳，效果會自動從血量慢慢扣，當然腳破壞越多血量就會越扣越快。

## 毛利軍
統馭中國地方全領土的大名。以嚴島和高松城等為根據地（漫畫版則為廣島城）。與史實相符，統領著強大水軍。由於參考了「三枝箭」故事之典故，其軍隊擅長弓箭屬性攻擊。以元就縝密的智略為基礎、擅於優異的組織戰・集團戰術技能。象徵色為草綠色。
「詭計智將」 毛利元就（もうり もとなり）
声：中原茂 初登場：《1》（《2》中開始能被玩家所操作）
屬性：炎→光。武器：采配→輪刀。防具：頭盔。類型：平衡型。第一人稱：「吾」。登場文字：「著手」
長相端正，給人冷淡印象的毛利家主君。
反映出史實，對日輪的信仰相當虔誠。是個為了勝利不擇手段的冷酷謀略家，將手下兵士們視為棄子，藐視屬下的性命，並不在意有所犧牲。
在『1』中，會由於計畫被搞亂而顯得狼狽不堪，但打從『2』之後，則多半表現出沉靜的憤怒及焦躁的模樣。由於思考模式與四國的長曾我部元親大相逕庭，讓他們挾著瀬戶內海而形成對峙之勢。此外，他的信念就如同後述的「不參予爭奪天下，只圖保全自身領土和毛利家的安泰」，因此激烈抵抗織田信長和豐臣秀吉等侵略勢力。在『2』之後，也有描寫出他對竹中半兵衛那種同為智將類型的角色，相互抱持著對抗意識。至於明智光秀則是單方面地對毛利元就有所興趣，毛利本人相當厭惡對方。
只求保全領土和維持毛利家永恆的安泰，對其餘事物皆不感興趣。雖然曾經作出「世上理解吾的人，只要吾自己一人就足夠了！」之類的發言，有著不讓他人靠近的頑固性格，但毛利元就絕非利己主義，從他甚至將自身也視為棋子這點上就能看出端倪，他只是為了追求毛利家整體的繁榮，甚至不惜自我犧牲，凡事以家族至上為基礎來思考。由於他抱持著這種想法，讓半兵衛和松永久秀嘲諷他根本是「一無所有、一無所求」。
公開聲明「對天下沒有興趣」等等，在多數以統一天下為目標的武將裡，是難得與史實背景相符，貫徹現實主義立場的角色。行動規範和遣詞用句都洋溢著古風，又明顯表現身兼戰國大名與武將為一身的性格，在充滿現代風格及獨特設定的BASARA武將中，毛利元就可說是在各方面皆大放異彩的角色。
身著像飛機機翼一樣的甲胄，平時戴著巨大的頭盔。在遊戲本篇中從未出現取下頭盔的場景，但在週邊商品等內經常出現取下頭盔後的外型(深茶髮、長度約略在肩膀上方)。另外，毛利元就的身高很矮，只比女性及小孩略高一些，但在操作上並未造成巨大缺陷。
『2』中成為能操作的角色、武器也變成圓輪狀的刀。和光秀一樣、能無條件攻擊我方士兵（但是不會造成傷害）。登場時的文字為『着手』
在『2』的薩比城脫出戰裡不知何故加入了薩比教，自稱「Sunday毛利」，薩比則稱呼他為「Tactician(軍師)」，職位是戰略情報部部長。在薩比篇的故事模式內，描寫了他之所以加入薩比教的經過。
『3』中，為了堅守中國的霸權，並未加入秀吉麾下，而是銷聲匿跡，迴避激烈戰亂而持續養精蓄銳，因此成了不遜於德川、石田軍的勢力。面對再度開始的戰端，將發揮他相較過往更加優異的指揮能力。另外本代中對於被他當作棋子的士兵們，已經不太會說出他們是「可被捨棄的棋子」，而是會一直說出「百萬一心」的話。似乎對於士兵們的看法有所改善。
毛利元就遊戲中的綠色頭盔呈彎曲狀，形狀特異，極其相似秋葵這種蔬菜，因此在愛好者多會私下稱呼為「秋葵」或「毛豆」。
無論任何關於『2』的主線都似乎記載他曾經成為Sunday毛利，而在大友宗麟戰開頭中則有Sunday毛利回來的字樣。不過他本人卻對成為Sunday的事情相當排斥。
『4』中，表面上維持足利部下的立場，但私底下其實是為了要天下統一，並讓安藝成為日本政治中心而在調動軍隊

### 毛利軍士兵、兵器
赤川元保（あかがわ もとやす）
聲：興津和幸
動畫二期中登場的毛利軍武將。和毛利不一樣的是，沒有什麼冷酷的表現且會遵從他的指示行動。但他其實是竹中半兵衛派來的間諜，但早已被元就料到，企圖用酒毒殺元就，但以失敗收場，反被毛利元就所殺。
莊八（そうはち）、橋之助（はしのすけ）
声：金野潤（莊八）、杉崎亮（橋之助）
動畫版登場的毛利手下士兵。樣子和普通武將相同，而被毛利當作棋子般行使。名字由來分別是來自於歷史小說「毛利元就」作者‧山岡莊八和扮演毛利元就的演員中村橋之助。
援護士兵（えんぐんへいし）
初登場：《X》　属性:無
在『X』中、以援軍身分出場的無名士兵們。主要登場的都是槍兵和弓兵、另外毛利有著「令･虛實設置」的技能、能夠出現設置像霧一樣的陷阱的弓兵。
因為元就的援軍條為全人物最長;讓他的援軍條彷彿沒有極限一樣、能多次將他們叫出當成飛行道具使用。另外、因為可以任意對士兵攻擊而讓他們被擊飛、所以也能夠當作盾牌使用。還有把士兵打飛時不會耗掉自己的援軍值。
士兵只有造型不一樣、基本上他們都是毫無個性、可以說是具體表現出元就「士兵不過是棄子」的信念以及他的作戰方式和軍事策略。
日照大鏡•凌輪（てるひのおおかがみ）
初登場:《3》　 屬性:光
由富嶽改造而成的巨大移動要塞。嚴島之戰中登場。能用巨大的鏡子收集日光而發射出強力的熱線來將敵人燒盡的兵器。由於是將從天而來的巨大光線加以注入攻擊、而就像是光束武器一樣。被說是信奉太陽的元就、利用太陽之力作為兵器。因為被設置在遠離戰場的海上平台上、而無法直接對鏡子加以攻擊、所以要停止攻擊就必須打倒操作的士兵。當然和毛利的攻擊一樣也是會攻擊友軍的兵器.
登場時的文字為『射光』
明日大鏡•天陽之墜（あけひのおおかがみ）
初登場:《3》   屬性:光
關原之戰 謀略中登場。被認為是照日大鏡改良版的決戰兵器。能持續發射強力的高熱光線。只有打倒操作的士兵才能奪取。其威力能夠直接打倒長曾我部兵器‧曉丸。
登場時的文字為『始動』

## 島津軍
住在最南端、是聚集一群為了追求強者而戰的猛者們的軍隊。和史實一樣、擅長伏兵戰術。另外因為根據地在最南端、所以關卡中充滿不會被認為是日本的南國風格的熱帶雨林。象徵色為卡其色。
「一刀必殺」 島津義弘（しまづ よしひろ）
声：緒方賢一 初登場：《1》
属性：雷。武器：大劍。防具：護肩。類型：力量型。第一人稱：「老夫」。登場文字：「出陣」
和其他到達青壯期的武將而擁有武士的最盛期相比、被描寫成一名好酒且性格豪爽的薩摩老將。雖然不是不想爭取天下，但比起這個，他更是一位想要追求一生中能有與之一戰的強敵的硬派型劍豪武將。講話則是會融合九州當地方言形成獨特的口音。而在他的勝利畫面中，會取出大的酒瓶，一飲而盡，表現出其酒豪的本色。
因為是名擅長伏兵戰術的策士，所以在他的關卡中大半都有伏兵，而在關卡中設置造成傷害的地區則成為它們的特徵。與本多忠勝為好對手的關係並且在作中被介紹成「唯一能和本多忠勝打成平手的武者」。在『2』中有加入薩比教、名字則叫作「Chest島津」。（加入的過程在薩比的故事模式中有說）
一方面性格相當坦率、但一方面在真正對決時，則是會變成不留私心和憐憫的剛直人物、就算是對於引發一揆的伊月也是一樣。而對於織田信長會表示出其厭惡感並且敵視他，但是對於豐臣秀吉卻表示出尊敬的態度，另外在『2』的故事模式中，還與秀吉協力對抗德川軍。
所學流派為史實中有名的示現流、而自己的能力和遊戲中的演出也是互相符合、所以已經不能被稱作是純粹的『劍術』而是應該叫作戰鬥的技術。很欣賞慶次，還會他說出「想不想繼承示現流呀?」。
與謙信則是互相鍛鍊彼此實力的好友，所以把謙信打倒時會讓他徹退。和武田信玄也是長年的好友。
揮舞著巨大的大劍（也會用戰斧和巨棒）。第一擊沒中會無法接著攻擊、可說是一名攻擊上有相當特色的角色。（但在戰極Drive發動時或以敵人身分登場時、就算第一擊沒中也能接著攻擊）
對年輕的新生代武將而言，島津義弘是讓他們相當敬重的對象，心中有疑惑或者遇到困難都會想找義弘幫忙（ex:真田幸村、前田慶次）。
『3』中，他認為二分天下之戰將使得過往時代結束，為了親自破壞過去，創造能讓年輕人活躍的世界，而朝關原邁進。
此外，也與黑田官兵衛、立花宗茂結為生死之交。亦是少數讓石田三成較敬重的對象之一。
若大友軍成功統一九州（或者九州除了玩家外僅剩大友軍，不可是島津或黑田軍），將會再次看到Chest島津，取代毛利元就的新夥伴是黑田官兵衛。
這次加入薩比教的理由是「當作異國流的修行」，以及黑田官兵衛的推薦。石田三成一聽到馬上就認為他是被黑田騙了，但他本人卻不以為意。
『4』中，成為足利軍的從屬大名，並走上完成示現流，成為「鬼」的道路。

### 島津軍士兵
五本槍
關於五本槍，請參考前述
虎
請參考後述
虎操兵
請參考後述

## 伊月一揆眾
由貧困的農民們所建立的東北地方的獨立勢力、包括各地的農村對武士的苛政加以反抗。與一向一揆的性質相似、但沒有直接的關係。象徵色為白色。
「天真爛漫」 伊月（いつき）
声：川上倫子→澤城美雪 初登場：《1》
属性：冰。武器：槌子。防具：不同動物的服裝。類型：力量型。第一人稱：「おら」
原創角色之一。年齡為12歳（在『2』中的聲音畫廊有講）。出身於最北端農村的少女。有著一頭直到肩膀的銀髪（但『1』中的動畫和電視版動畫中則變成黒髪）並且綁成兩道三股辮，氣質有如金太郎一般的少女，說話腔調融合東北地方的方言而形成獨特的口音。
受到憂心戰亂的女神ウカノメ(食稲魂女)賜與使命，而用從女神那邊得到的巨大槌子集結農村成為一揆眾並且投入亂世之中。一揆軍全都由農民構成（都是男性），所以伊月在裡面相當受到歡迎，而在『2』中，還出現後述的「伊月親衛隊」，她在一揆眾的地位宛如偶像一般。
由於信仰的神祇以及對愛的價值觀不同，因此和薩比成為宿敵。她所率領的一揆軍大多出身民家，所以一般士兵和武將都是農民是他們的特徵。而伊月的名字，則是來自一揆的日文。
若是裝備了名為「槌子忘了帶!」的專屬道具，則出戰時會變成徒手戰鬥而且速度也會上昇，但不能使用以槌子攻擊的招式和BASARA技。『1』中只有伊月才能這樣玩，其他武將如果裝備這項道具的話，就會說出關於槌子的話題。另外使用她的固有技「おらさちから」的話，則會將槌子丟飛出去，短時間以空手戰鬥。
在『2』中她的故事模式裡，因為織田軍、毛利軍、明智軍而讓她的身心受到傷害變成不相信武士，但後來透過伊達政宗和片倉小十郎的話再度充滿勇氣並且與信長進行最後決鬥。因此在她打倒政宗和小十郎時，也會讓他們變成撤退。（因為這個關係，他們在廣播劇中也會有交流）
由於和蘭丸是裡面少數的小孩子，所以兩人都在同一關時，會有彼此鬥嘴的場合出現。
『3』中雖然沒有登場，不過透過伊達軍士兵的台詞能知道他們還有在繼續往來。

### 伊月一揆眾農民
伊月親衛隊
初登場：『2』 属性：冰
大概是保護伊月的農民集團吧…造型則是戴著頭巾和穿著寫有『伊月命』的粉紅色袍子，就像是現在的偶像親衛隊一樣。戰鬥時會一邊大喊「小・伊・月!」一邊揮舞長槍（說不定來自オタ芸這種舞蹈）會對周圍的農民加以補血，但本身不會親自參加攻擊。
也有同樣造型但穿著黄色袍子的農民，但攻擊則是比較普通。
吳作（ごさく）
初登場:《1》
伊月一揆衆的農民中履次被提到的人物。他的房子曾經被破壞，還曾成為松永軍的人質，在本作中似乎遭遇很慘，但真面目不明。於官方的BSR48活動中，有幫伊月寫宣傳標語。

## 薩比教團
因為傳達『愛』不知從何而來的最強的多樣化集團。被松永說出「給你們秩序吧」來加以諷刺，似乎教團內部呈現很混亂的狀態。從一般士兵(信徒)所說的奇怪台詞來看，似乎所中的信仰的毒不淺。『3』中，因大友宗麟擁護薩比教，讓薩比教和大友軍組成聯合軍。二者的象征色均为彩虹色（不过大友军的代表色中黄色最寬）。
「南蠻我道」 薩比（ザビー）
声：鹽屋浩三 初登場：《1》
属性：炎。武器：火箭筒×2。防具：法袍。類型：力量。第一人稱：「私」。登場文字：「降臨」
原創角色之一。把「充滿愛」作為口令、薩比教的教祖。對於愛有深深的信仰、為了散佈愛來治癒這個亂世而到處傳教。
名字由來來自於聖方濟·沙勿略。是僅次於本多忠勝和豐臣秀吉的巨漢。為了目的會不擇手段、但也為了手段而忘記目的。不曉得是不是不懂日語，講話常常充滿矛盾、在肥前建了一個會讓其他武將相當厭惡的奇怪的教會之城並且在那邊傳佈薩比教。和伊月的信仰完全不同而深深對立著。登場時的文字為『降臨』。被打倒時上方會發光並出現天使將其帶走，西方宗教為十分濃厚。
有著優秀的科學力、開發出以薩比為原型的機器人「機械薩比」、突撃型炸彈機械「小薩比」（好像是量產型，所以有好幾台）等發明、並且為了防衛薩比城而加以實用化。但似乎有一些是從長曾我部軍那邊偷來的、所以『2』中也因此和元親結下孽緣。因為傳佈薩比教的關係、所以手下武將都會變成信徒。還一次獲得所有信徒的信賴，而稱呼他Great Teacher 薩比來表示他們的尊敬。對於向阿市痛罵的淺井長政反而很正經的注意到、還讓長政對這件事也老實地反省著。
雖然武器為兩隻火箭筒，但更像是使用拐棍、主要以從砲口發射的火燄作為推進器來擊飛敵人。
種植和自己的臉很像的謎之蔬菜、還有著能讓利家與慶次吃下後倒地的威力。（到底好不好吃則不明）
和家康一樣、他和士兵的台詞中有著對各式各樣作品的戲仿、代表的台詞有「愛是不會死的」「在這裡放棄的話，比賽就結束～了」、「我有異議」等。另外在『2』故事模式的開頭動畫中、（因為叫薩比，所以和薩比家有關係）也有著被認為是惡搞基連·薩比所發表的演說內容。由於薩比也由鹽屋所擔任，所以在他看到義元跳舞時、會痛苦的大叫「眼睛！我的眼睛－－!」。
對謙信一眼鍾情、所以和他見面時會說出像是圖謀不軌的話。
『3』中已經回國而未登場。取代他的是在『3』中盲從薩比教的大友宗麟。因此讓大友軍的信徒們說出「找到薩比大人的話要通報宗麟大人」。
此外從教徒的其他台詞「我的錢和薩比大人去那裡了？」 來看，他似乎也把捐款一起拿回去了！？

### 薩比教團信徒、兵器
「愛的使徒」 SUNDAY毛利（さんでーもうり）
声：中原茂 初登場：《2》
信奉薩比教後的毛利元就。從他對愛覺醒、宣導著愛的模樣看來，以往那個冷酷的謀略家形象已然不復存在。（而策士系角色共通點，作為敵對武將時出現的字幕『著手』，則變成一般的『登場』，跳擊時會說的台詞「去死！」也消失了。而臨死前，會留下「我的名字乃是、Sunday…」台詞，足以確認他對薩比教信仰之虔誠）。看到他這副模樣的元親則感嘆道「喂喂，騙人的吧……」，前田夫婦看到後也是非常吃驚。另外他還打算將本多忠勝和主人家康一起拉進薩比教，然後讓本多成為薩比教信眾膜拜的神像。他名字的由來大概是因為毛利元就信仰日輪→週日→Sunday…順帶一提，Sunday的部下們似乎也以愛的傳道師身分工作著。
不過，在小説版中他並非單純的信徒，性格也一如以往。其信教的原因是基於「為了保持武力而必須親近的宗教團體」的緣故想要加以利用才加入薩比教團。
CHESTER島津（ちぇすとしまづ）
声：緒方賢一 初登場：《2》
島津義弘加入薩比教的姿態。在本多忠勝的故事模式中，也勸忠勝一起加入他們。會加入的理由，從薩比的故事模式來看，是為了完成「如果輸了就加入你們」的約定而加入。因此他雖然不像毛利是完全信了宗教，但也有受到部分的感化。名字『Chester』則是來自示現流所發出的叫聲。
木騎“黑姫”
木騎原來是長曾我部軍所製造，『1』中，薩比教也有同型的兵器。不過這是他從四國搶回來的，並且因此在『2』中，元親的故事模式裡，有一段就是要找他報仇的場景。詳請請參考前述。
『機巧兵』 機械薩比
初登場：『1』 属性：炎
薩比作的兵器之一。體型和薩比一樣，也會用同樣動作攻擊的機器人，但耐久性很差。在內部還有一台叫作「薩比阿門号」。能從眼部發射出雷射光，不過似乎無法破壞拿來瞄準用的雷射光部位。在玩家打到剩一台時，薩比會大叫「這不是騙人的吧!」。
「無謀爆雷」 小薩比
初登場：《2》 属性：炎
薩比作的兵器之一。內藏炸彈的小型機器人，會大批的往敵人那邊突擊並且炸開。在薩比的固有技『天罰あれ』中也有登場。另外，它也會混藏在武藏的固有技『二天一流 奥の手』的小石頭中。薩比曰『為薩比城土産』，價值100兩。
「戰國最強」　HONDA忠勝　
声：鹽屋浩三　初登場：《熱戰英雄》
和本多忠勝一樣的士兵。在各國到處行動，希望藉由搶走長曾我部軍的兵器和輸給島津和武藏等行為，讓真正的忠勝評價因此低落（但有有些人對忠勝的評價反而提高了）。
從盔甲顏色、造型、全身上下雖然都跟本尊有所不同，但攻擊模式和本人則是相同。
在體力告罄時，薩比就會從裡面出來。

### 大友軍
由於總大將・大友宗麟是個狂熱的薩比教粉絲、而成為和前作的薩比教團沒什麼差別的軍隊。照慣例，有著深度中毒性的台詞依然存在。不過一部份跟隨宗茂的士兵並沒有跟著信仰薩比教、讓軍隊夾雜在正常人和薩比教徒之間擺蕩著。
「古今奔放」 大友宗麟（おおとも そうりん）
声：杉山紀彰 登場：《3》（《宴》中成為可操作角色）
屬性：光。武器：驅動國崩。第一人稱：「僕」。登場文字：「布教」
傾倒於揭示愛的奇怪宗教「薩比教」的大友家的年輕當家。戰鬥方式則是搭乘小型的國崩號來攻擊敵人。
不管世間的局勢，為了要在九州建立薩比教大國，而毅然的想要盡情地將國家和部下們都投入進去加以建設，使週遭因此陷入極度的混亂。
以部下立花宗茂為首，都沒有人能夠將其忠告傳達到宗麟身上，使得現在大友家的領地成為薩比教的溫床。
登場時的文字為『布教』
大友宗麟的計算擊殺人數『斬』會變為『入信』
戰爭時，會無視立花宗茂有關敵人的報告, 也不喜歡立花和敵人戰鬥。
當他的國崩被破壞時會從國崩中逃脫，但只要被打一下就會遭打敗。
在宴中的故事模式，為了找尋薩比而到處旅行著；遊戲中擊倒敵人時顯示的文字是「入信」。
『4』中，為了在日本各地興建「薩比樂園」，於是帶著忠臣‧立花宗茂一起踏上旅程
「青天白日」 立花宗茂（たちばな むねしげ）
声：稻田徹 登場：《3》（《宴》中成為可操作角色）
屬性：雷。武器：雷切(電鋸X2)。第一人稱：「手前」「ワシ」 。登場文字：「忠節」
服侍於大友家的武將，被稱為西方的宗茂，是個足以和本多忠勝及島津義弘相提並論的猛將。
因為是位人格和武勇都相當優秀的武士，所以大家都惋惜他陷於不斷勸告傾倒於薩比教的主公宗麟的情況。
但他認為服侍主公才是正確的道路並且以他澄徹的心來貫徹自己的信念和武士之魂。
由於個性正直而有著充滿剛毅氣息的言語、就像是古代武士一般。
但戰鬥時卻會想著「當武士真累呀」、「真想快點回去閱讀光源氏」、「晚年要養狗」等和戰鬥沒關係的牢騷和雜念。
似乎很怕妻子、不但自己的武器‧雷切被妻子弄出缺口或是拿去當作修剪盆栽的工具，他在夫妻吵架時也都沒贏過。順便一提，妻子似乎離家出走而沒有回來。
武器是受讓自父親、像是電鋸的一對雷切。但從自己在戰鬥中會有「妻子竟然比自己還要會用雷切」的想法來看，似乎他的妻子比宗茂還要擅長操作雷切來戰鬥。
對於主公宗麟一方面雖然感到困擾但一方面也很尊敬他、所以不會走過有著宗麟肖像的橋、自己則是會走下水道或破牆來移動。如果最後打開一座思想之橋，他便不會再前進……。
登場時的文字為『忠節』
整體的角色形象其實較偏向其養父立花道雪。
和本多忠勝一樣, 是個玩家不一定要交手的敵人，因為立花在大友軍的關卡中十分強，要是擊破會有額外經驗。
在宴中的故事模式，因為對於宗麟沉迷於薩比教的行為感到不滿而氣到打了他一巴掌並且因此被他流放，而一個人流浪著。
『4』中，和主公 宗麟踏上興建「薩比樂園」的日本各地之旅

#### 大友軍信徒、兵器
Sunday毛利（さんでーもうり）
声 - 中原茂 初登場：《2》
信奉薩比教後的毛利元就。大友宗麟稱「愛的使徒」。
『3』中，已經不是薩比教的信徒、不過在大友軍的關卡中會湧上當信徒時的情感並且拼命地壓抑著這份衝動。
『4』中，回歸薩比教的信徒，被鹿之介發現是綁架尼子晴久的頭號嫌疑犯。
Chester島津（ちぇすと しまづ）
声 - 緒方賢一 初登場：《2》
島津義弘加入薩比教的姿態。似乎相信只要唸起「喔，薩比大人」的口號就會變強。
以前曾入教過，這次是被官兵衛邀請而加入。
Gallop立花
声 - 稻田徹 初登場：《3》
大友宗麟替立花宗茂所命名的洗禮名。不過從宗茂的心聲中(會輕訴出真不需要這個洗禮名呀・・・我是宗茂啊・・・)，好像對名字非常不滿。
當宗茂報上 ｢立花宗茂｣之名時，會有大友宗麟說出｢不對喔，你是『Gallop立花』呀｣的話，但宗茂還是會講出｢說的沒錯！我就是你所說的那個名字！｣，而絕不會親自報上這個名字來。
Joe C.黑田
声 - 小山力也 初登場：《3》
黑田官兵衛加入薩比教的姿態。他曰｢只要把這個(手銬)取下來的話、小生所留下的就只有愛喔！愛呀！｣等像是孤注一擲的話。
『Joe C.』的洗禮名被認為是來自於史實中官兵衛出家後所命名的法號『如水』(じょすい)。
啊～薩比大人，你的身影與回憶號
初登場：《3》
由宗麟操控，有著冗長的名字和無趣的外表的戰車。外表裝飾成以薩比為模型的大臉、頭部則宗麟搭乘。似乎是將國崩加以改造。曰是「薩比島計画的一端」。
和外表不同的是、意外地看到它有著對應各種狀況的優點並且可以輕巧地移動、能從相當於薩比眼睛的部分的砲台發射砲彈來攻擊, 可是只要攻擊砲彈, 砲彈更會反彈.....。另外還能施放全周圍音波攻撃。這兩種攻擊也是來自於薩比的固有技。另外裡面搭乘多名機組員，偶爾也會從中出擊，展開攻勢。
當擊破這台戰車時，宗麟會上面掉下來、由於他沒有戰鬥能力、而只會到處亂跑。（只要一擊就能打倒他）實質上和這台戰車的戰鬥就等於是和大友軍的總大將戰。
還有，由於名字太長，所以攻撃時所表示的名字是『（略）回憶号』。
Bambi鹿之介（ばんび しかのすけ）
聲：入野自由 初登場：《4》。登場文字：「潛入信」
山中鹿之介加入薩比教的偽裝姿態，本人是為尋找尼子晴久而潛入薩比教，沒有受薩比教信仰影響
和他一起潛入的老大的洗禮名為「希卡煎餅」
『Bambi』的洗禮名是惡搞小鹿班比

## 北條軍
以小田原為中心統治關東一帶的大名。雖然是大名，但卻相當衰弱也給人很薄的存在感、故事中多有好像已經消滅或被滅的設定，武將的台詞也表現出其優柔寡斷的情形。象徵色水色。
「老成剛毅」 北條氏政（ほうじょう うじまさ）
声：宮澤正（日本）；陳幼文（台灣） 初登場：《1》（能在《英雄外傳》和『宴』中操作）
属性：冰。武器：鹿刀槍（北條榮光槍）。防具：盾。類型：力量型。第一人稱：「老朽」
是位到了自己這一代還不能承認家勢已經衰弱、打算藉著祖先的榮光來免於自己崩壞的老將(史實中，比上杉謙信和武田信玄還要年輕一代。另外，如果考慮到北條早雲是他的祖先的話，可說是一個完全的新勢力)經常把「祖先大人呀」掛在嘴上、BASARA技也是會出現像是祖先們的幽靈、還因為太恐怖，讓他害怕到整個趴了下來。不用說他國的武將，就算是自己家的武將和士兵也都大吃一驚。但個性依然很驕傲、是個好壞都有的普通老人。
雇用各式各樣的傭兵、像是後述的風魔小太郎和戰国連隊・五本槍等人都會在小田原城中登場。居城的小田原城則有一座叫作北條家榮光門的巨大門、他還有一個相當氣派，叫作「北條榮光槍」的槍、隨處可窺見他對「榮光」的強烈執著。不過雖然如此、小田原城關卡卻不是什麼難關、難易度也是非常低。
擔任被豐臣・織田和上杉・武田間無情地玩弄的角色、還會有演歌風格的主旋律曲來引起他的哀愁。
基上算是走喜劇風格的角色、在和小十郎及義元對決時，會聽到類似以史實為基礎的台詞。
『2』中的平常攻擊動作和利家一樣。『英雄外傳』中成為可操作武將。但沒有故事模式、固有技也只有兩個。
『3』中，一心想要嘗到勝利滋味，哪怕只有一次也好，因此企圖趁著決定天下大勢的會戰之前加入東軍。
會有相當程度擔心部下的發言、在總是快要想到自己的祖先前也能看到他表現出個人的意思、似乎人格也有多少的成長。也讓對前代當家相當懷念的部下們，鼓勵他以當家的身份好好努力。
過去在小田原之役中受到豐臣軍激烈的攻擊，眼看就要滅亡之時，由於黑田官兵衛的無血開城計畫而救了他一命後，兩人便結下了深刻的友誼。
跟黑田官兵衛同屬「敗北組」的成員，兩人惺惺相惜，激動時會互相跟對方大喊「同志喔喔喔喔喔！！！！！」。
『4』中北條軍既滅亡，但氏政被風魔小太郎救起並藏身在無人知道的里中。
「疾風翔慟」 風魔小太郎（ふうま こたろう）
声：無 初登場：《2》（能在《英雄外傳》操作。但『1』中以大眾臉武將登場）
属性：雷→風。武器：十字手裡劍→雙刀。防具：護手。類型：速度型。登場文字：「參上」
北條氏政所雇用的傭兵、有著傳說的稱號且擁有令人害怕實力的忍者。
不但不會出聲、也極端沉默而完全沒有講過話，就連出生、年齡、本名都是不明。（沒有聲優配音。在畫廊中的聲音測試區，也只有拔刀聲和風吹聲等數種聲音）
象徵色為白黑。在英雄外傳的小十郎故事模式中、被松永軍雇用。經常在高處眺望景色。
由於所遇到的人會毫無例外的殺害、因為被叫作傳說之忍。同業的春日說「每個忍者、雖然知道這個名字、但誰都不知道是不是存在著」。
阿市也對他說出「你不存在於這個人世中」等意義深遠的話、在戰国BASARA登場人物中、被說是謎團最多的角色。
和佐助・春日一様能在空中移動、但不使用鳥而是自己滑翔。『2』中的武器和猿飛佐助相似（普通攻擊也和猿飛佐助一様）。
『2』中，因為是初次登場的武將，所以遇到他的次數也是最少的(只有在小田原系列關卡)、因此讓他在『英雄外傳』擁有一個專屬的外傳模式、另外在「長谷堂風雲戰」關卡中，小太郎自己也擔任魔王、使他的存在感大大上昇。
『3』中，受到打算復興北條家而圖謀加入東軍的北條氏政之命，來回奔走於各地。但因為一直保持沉默，而讓人誤會要進攻過來，反而使要攏絡的武將因此迎擊。
曾經於千鈞一髮之際救過鶴姬，從此之後就被她當成「黑翼的恩人」而受到她的仰慕並且反而被她不斷跟蹤。
不過他本人對於鶴姬的行動視而不見，而在鶴姬的故事中，當她陷入困境時，反而多次會"偶然"地幫助她。
『4』中，為了松永久秀策劃的「某個目的」而受僱於他，聽從他的命令轉戰於日本各地
在『4』的尾段，松永久秀說「雲の合間に見えし早すぎた夢か」，暗指其是北條早雲。

### 北條軍士兵
五本槍
關於五本槍，請參考前述。

## 今川軍
駿河大名、為一群破天荒地在BASARA世界中大放異彩的奇妙的人所組成的集團。從當家義元開始、其荒唐無稽的設定明顯地幾乎無視於史實。象徵色為橘色。
「虛張聲勢」 今川義元（いまがわ よしもと）
声：鹽屋浩三（日本）；蔣鐵城（台灣） 初登場：《1》（能在《英雄外傳》操作）
属性：炎→光。武器：扇子。防具：頭盔。類型：速度型。第一人稱：「まろ」
在本作和其他武將一樣、和史實有大幅的不同、被描寫成像是愚笨的公家。在『1』中的作品解釋裡，被寫成「到死前都還未發現自己沒有上洛的實力」。
在戰爭中常會變得非常混亂（特別是在『1』中的桶狭間奇襲戰、軍隊也跟著一起頻繁地混亂）精神的起伏也相當激烈、因為害怕危險會波及到自己，所以老是最先逃走、被家臣們講說是難以信賴的人。另外、很多武將對他的評價也不太好。體型和一般的印象中不一樣、變得比較瘦小。
『2』中，有著能發出七彩光芒宛如在JULIANA'S東京舞廳跳舞而來攻擊敵人的固有技、會使喚怎麼看都是冒牌貨的影武者、還會使出令人感到擔心的奇策。『2』中的平常攻撃動作為上杉謙信的變體。在『英雄外傳』中成為可操作武將。雖然在專屬動作、BASARA技、勝利畫面等表現都看起來像是個怪人、不過因為攻擊特別快而意外地相當強勢。然而沒有故事模式，而且固有技也只有兩個。
『英雄外傳』中，會用傲慢而且不會看氣氛的口氣發言，常讓週遭的人相當為難、對於特定的人物（光秀・秀吉・島津・松永）、會表現出不像是平常愚笨的樣子，而是用正經的態度來陳述意見。

### 今川軍士兵
今川偽元（いまがわ にせもと）
初登場：《2》 属性：炎　武器：弓→扇子
義元的影武者。因為體型和本尊完全不同而容易判別出來。許多的偽元、都對自己的立場感到疑問、認為自己只要像義元就是最好的事情。雖然平常時是怎麼看都能看出來的影武者、但真田幸村卻認不出來。
在『英雄外傳』的新關卡・姉川成敗戰中，長政和阿市結婚式時，會有今川軍亂入、但因為沒有名字，而且臉塗白，身體也比一般士兵胖、成為相當奇異的軍團。
在『2』官網的短篇故事中(和遊戲沒有關係)、這一切都是義元部下的研究員、為了作出義元影武者而開發新藥所造成。這個藥喝下時會臉變白、第一人稱也會變成「まろ」、語尾則是會加上「喔加」的助詞。不過、副作用則是會變成身體變胖，連自己妻子和醃昆布都認不出來的智能下降的情形。最後這個研究員也被感染、在書上寫著「粥 喔加」，然後就失去消息。
在熱戰英雄中登場的影武者的体力・防御力・攻撃力都相當差勁、姿態、聲音、攻撃動作則是和義元完全一樣。

## 本願寺軍
雖然根據地是日本佛教的聖地，但卻也是煩惱的巢穴，内部極端的腐敗和墮落。財力異常豐富，因此被半兵衛等人看上。象徵色為金色
「信財成皇」 本願寺顯如（ほんがんじ けんにょ）
声：辻親八 初登場：《2》（能在《英雄外傳》操作）
属性：雷→光。武器：錫杖。防具：豪羽衣。類型：力量型。第一人稱：「老朽」「拙僧」。登場文字：「出現」
本願寺的僧侶，熱愛金錢和肌肉。以本願寺的財力（肌力）在各地傳開名聲後，開始侵略四周。
被虔誠的佛教徒謙信所輕視（但不知為何，謙信打倒顯如是讓他變成撤退）；連薩比都稱他是「不守清規的和尚」，表現出強烈的破戒僧味道。
和薩比一樣，是本系列作中最有變化的角色。登場文字是『出現』（顯如專有），因此給人怪物的形象更加強烈。
本願寺的僧兵全都會在語尾加上「～了解!」等像是軍人的口氣，而顯如自己也會大喊「拙僧為本願寺顯如!」做為自我介紹，使本願寺全體的氣氛就像是『魁!!男塾』一樣。
不過、僧兵的話中還是會出現佛教用語（『末法』和『立地成佛』等）並且與信長之間有著激烈的對抗、
有著像是繼承史實一樣的設定（其他、顯如和松永在對抗時，會談到伊勢物語中的內容）。
座右銘是『肌力本願（きんりきほんがん）』。對小孩子相當寬容，所以打倒伊月、蘭丸、家康會讓他們變成撤退。
戰鬥時受到一定的傷害後，就會灑下金錢來收買我方士兵叛變。
普通攻擊動作和武田信玄一樣。在『英雄外傳』中成為可操作武將，但沒有故事模式，固有技也只有兩個。
《熱戰英雄》除了追加專屬他本人的故事模式，還新增了專屬的角色配樂，然而配樂並未在後續的原聲專輯中被收錄。

### 本願寺軍兵器
仁王車
和其他軍勢所擁有的造型不一樣、用純金所製並且發出閃閃亮亮的光芒、攻擊它會掉錢。傳說也用人力驅動。
肌肉玉（きんにくだま）
本願寺軍兵所使用的謎之藥丸（興奮劑）。如果是顯如使用、一段時間內，身體會變大、全部的技能也會增加攻擊力、還可以將人加以擊飛。

## 二天一流
為了追求最強之名而挑戰各地大名的劍豪集團。但是從身為領導人的武藏的戰鬥來看，其決鬥很難說是「堂堂正正」（因為執著勝利）。事實上，在武藏所在的巖流島因為充滿陷阱而成法外之地。
「天驚動地」 宮本武藏（みやもと むさし）
声：浪川大輔 初登場：《2》
属性：無。武器：木槳&木刀（第八武器為打刀和脇差）。防具：護肩。類型：力量型。第一人稱：「大爺我」
使用二刀流劍術「二天一流」。因為來自於和佐佐木小次郎決鬥時的印象，所以能單手拿著巨大的木槳。
雖然一開始和敵人都是堂堂正正的對決，但後面都會用槳進行無差別攻擊而且還會丟小石頭，因此被敵人說是卑鄙。
雖然很有實力，但腦袋很差，講話看起來也像是笨蛋一樣。
對於困難的漢字（包含自己的名字）全都用平假名來寫，而簡單的加法也完全不行，讓他的笨拙在作中一直都貫徹始終。
不過意外地，對於鐵砲等劃時代武器卻相當有興趣。另外從對於敵人常有尖銳批評的武將們（半兵衛、佐助、松永等）對他的評價來看，他本質上搞不好是一個大器之材。
不屬於任何軍團，在天下統一的模式中，玩到一半時有機會與他進行單挑(有時間限制，打贏他能得到人類最強的稱號)，身為只能在天下統一模式才能玩的角色，
他能無視於不能攻擊鄰國以外的國家的限制，而能夠自由選擇國家來進攻。
初期體力極端的少，但隨著等級上昇會大量增加。攻撃力非常高、BASARA技就像其名字能夠一擊斃命。（施展過程還蠻爆笑的）
外因為BASARA條很短而能迅速集滿，所以讓他的BASARA技就像是固有技一樣能常常使用。
其挑釁動作也能夠拿來攻擊，用這個打倒敵人的話還能拿到挑釁王的稱號。
另外珍貴的是他的聲優和動畫『MUSASHI -GUN道-』的主角宮本武藏都是一樣的。
《皇》以合戰輪盤的天罰形式登場，對玩家角色進行襲擊，只要在45秒內打倒就能獲得天貨和獎盃。
動畫版中，則是待在薩摩國，與島津義弘一同行動並且還叫他「大叔」而建立起像是師徒的關係。

## 松永軍
與其說是『軍隊』，不如說給人家感覺更像是『盗賊團』會在各地到處搶奪寶物。是群完全沒有忠心，理想等作為人的思想和信念的『惡人』，每個人全都是為了錢等財物存在的。以毀滅的都市為巢穴。象徵色為發黑的金色。
「天我獨尊」 松永久秀（まつなが ひさひで）
声：藤原啟治 初登場：《英雄外傳》（《宴》中成為可操作角色）
属性：炎。武器：寶刀（十束劍）&火藥。類型：力量型。第一人稱：「私」。登場文字：「壓參」
順從自己的慾望而生的「亂世的梟雄」，給人『慾望』與『惡人』形象很強的人物。為了蒐集各種珍貴的寶物，帶領著有著『盜賊團』特性的軍隊在戰國亂世中到處尋找珍寶，引起各種混亂的惡人。認為人就是要忠實地順從自己的慾望而生，對於以理想和信義而生的人們，都以『偽善者』來稱呼他們，以表示輕視。
有著和織田信長與豐臣秀吉並列的反派特性，不過卻對天下毫無興趣，只想以梟雄的身分在各地蒐集、掠奪寶物。
所發表的言論常常意義深遠很有旨趣。多數情況都是對對手加以諷刺嘲笑，但他的評價也都能正中對手的本質。
表面上的言行像是紳士，但所說出去的話都充滿惡意。對於對手都以說出「奪走」或「給予」來加以評價。
有著不可思議的包容力，讓許多士兵比起恐怖，不如說是以尊敬的態度來對待他。另外對他有好意或興趣的角色也很多。
服裝以城堡為主題的戰袍&盔甲，其武器和一般的劍有所差別，左腰上將一把大的太刀作為打刀是他的特徵。
在『英雄外傳』以敵武將身分中初登場，是歷代NPC角色中‧唯一移動有專屬走路動作的人。雖然移動是用走路，但大多會用迅速的迴避來玩弄玩家、攻撃速度也是非常迅速。攻擊以寶刀攻擊為主，技能則是以大量火藥來燒毀敵人；在『宴』中，還有能充分表現出『惡人』特色、將敵人抓住爆破的奧義「塵晦」，另外在這招爆破完敵人後，會依據不同人而出現不同種類的台詞。
被擊破時會自爆，而變成只剩下一片黑色的灰燼。
在『英雄外傳』的片倉小十郎故事模式中，以政宗的愛刀「六（りゅう）刀」為目標，而以魔王身份登場。因為綁架伊達軍的士兵而讓他與得優勢，政宗交出六刀後中了久秀的陷阱並被炸下山谷，另外還僱用風魔小太郎。
曾經與前田慶次和豐臣秀吉遭遇，把年輕時的秀吉攻擊到體無完膚，也因為這件事讓慶次和秀吉決裂。
在『宴』的故事模式，因為茶具「古天明平蜘蛛」的破裂讓他企圖以政宗的六刀和幸村的盔甲取代平蜘蛛，而步向為了參與關原之戰而正在激戰的伊達軍與武田軍交戰之處。
『4』中，表面上是足利軍部下，但原因是為了自身追求的「某個東西」
肩書「天我獨尊」源自释迦牟尼所言之偈句「天上天下，唯我獨尊」。

### 松永軍士兵、兵器
「必殺非業」 三好三人衆（みよしさんにんしゅう）
声：細谷佳正（兄）千千和龍策（弟1）石上裕一（弟2）
初登場：《英雄外傳》 属性：無
松永久秀手下的冷酷暗殺者3人組。（史實上，有和久秀敵對過而且也是野心極大的武將們）
戴著鬼面具，以死神部隊之名而讓人害怕。極度缺乏感情，把殺戮當作一般工作平淡地執行。說出「號哭吧。這就是存活下去的精華」等冷酷的發言。同伴戰死時、也只是說出「死了呀…」的話。
多以松永部下的身分登場，在一個關卡中，也作為最後的魔王。裏設定中是三兄弟，拿刀的是哥哥，拿槍的兩人是弟弟(記載在卡普空的『戦国BASARA2英雄外傳官方指南』中)。然後三人衆之一人是真田十勇士之一的三好清海入道的原型，但在本作和幸村及佐助完全不認識。
『4』並未登場，但行蹤依然不明
不死香爐（ふしこうろ）
初登場:《英雄外傳》
在「大佛殿炎上戰」中、松永所使用的兵器。影響範圍內的所有角色（限定敵方）的體力、會慢慢回復體力，可說是犯規級的物品。不過並不會治癒傷口、只是會「變成不會痛」而已。
另外、使用中的士兵會變得異常興奮・而成為高揚狀態。因為使用，也讓久秀小聲說出「想到之前的痛苦和減短生命」來表示他的憂慮、被認為有致命的副作用。因此這也是看穿「恐懼會生出痛苦」的真理，而將久秀的精神加以具體化的兵器。
和腐食香爐一樣、會在大武鬥會登場、只要多次攻擊就能破壞。有著「禁忌戰術」的異名。
仁王車
詳情請參考前述。比其他勢力更多是他們的特徵。
爆彈兵
初登場：《1》 属性：炎
背著炸彈、只要看到玩家就會一邊大喊一邊追著玩家，是個非常難纏的敵人。只要接近玩家一段時間就會自爆而灰飛煙滅(動畫版中則是把炸彈丟出去)。然後被擊飛時也會自爆。
在遊戲中大多數軍隊都有，但在動畫版中只有松永軍才會用。幸村說「完全感覺不到霸氣」、小十郎則說「只是用錢請來的」。
平蜘蛛
初登場：《宴》
在「街道黎明戰」以「輪旋殺法」（迴旋式攻擊）聞名的爪兵，玩家只要適當抓到防禦點，即可讓其攻擊敵人。其名稱源自松永久秀珍藏的茶具「古天明平蜘蛛」。

## 雜賀眾
孫市所率領的鐵砲傭兵集團。有著為戰而生，為戰而死的戰鬥精神，因而被說是「能得到雜賀眾者就能贏得戰爭」。即使面對危機和困難也不會因此而混亂不堪。象徵色為紅和綠
「煙鳥翔華」 雜賀孫市（さいか まごいち）
声：大原沙耶香 登場：《3》
屬性：炎。武器：手槍×6。第一人稱：「我們」「私」登場文字:「登場」
在史實中未知性別的情況下，在本作中被設定成女性。傭兵集團雜賀眾的首領。以雜賀眾中最強的第三代自負並且引以為傲。在前代首領因為與織田信長作戰戰死而讓雜賀衆一度崩壞、於是由她成為首領、並且和豐臣秀吉訂立契約而得以維持現狀
雜賀衆全體以「個人就是全體、全體就是個人」為信念、因此大家都緊緊地團結在一起。而她做事相當小心，無論是金錢或是感情都不會加以動搖她。只會和受到雜賀眾高度評價的人簽訂契約，但無論和誰簽契約都不會委曲求全。為了貫徹自己的生存方式而要以子彈在戰場上穿梭著。
第一人稱經常用「我們」，被認為不是以個人而是以「雜賀眾」的身份為主。
有著和濃姬不一樣的攻擊動作。相對於使用雙槍的濃姬，她一次只用一把槍。準備著大量的手槍，只要用完就會快速地換槍（一部分固有技有拿槍的動作）。
另外固有技可以替換成散彈槍或突擊步槍、還可以拿來作通常攻擊。
史實中，在雜賀孫市身後有人負責填充彈藥，所以有子彈射完就丟的這種設定。
固有技・固有奧義的命名都和鳥類有關。另外在以孫市為魔王的『雜賀莊之戰』中、就連陷井也用鳥類來命名。
本作中雜賀孫市由女性而繼承『雜賀孫市』之名，是來自於「由女性來繼承名字不是很好嗎？」的構想。
遊戲中，手下武將稱呼她為『現任的雜賀孫市』，另外也會出現和先前的雜賀孫市有關的話題，強調「雜賀孫市之名是可繼承的名號」的設定。
透過和長曾我部元親的對話事件，可以得知第三代孫市的本名叫作「沙耶香」（剛好和聲優的名字一樣，但只是巧合）。順帶一提的是，她不喜歡被別人用本名稱呼。
在史實資料的項目中，則是介紹「萬曆朝鮮戰爭時，跟隨秀吉的雜賀眾中有位叫作『沙也加』的女性」的小故事作為名字的由來。

### 雜賀眾兵器
雜賀隱 鵙
初登場:《3》
在地上設置紅色的觸發器，踩到的敵人將會被柵欄包圍。
雜賀隱 鶺鳹
初登場:《3》
在地上設置的陷阱線，接觸到時將會從空中落下長槍刺穿敵人。
雜賀倉 雲雀
初登場:《3》
內部會丟出火藥的倉庫。

## 伊予河野軍
將作為鶴姬作為巫女公主侍奉且加以守護的軍隊。和鶴姬一樣、因為過著遠離天下的生活，而缺少大部分戰鬥的知識，在戰場上還會有優閒的行為。然後稱呼鶴姬為公主殿下（ひめごぜ）而非常愛護她，而老人家們也把她當作自己的孫女般對待，象徵色為淡桃色
「純白可憐」 鶴姬（つる ひめ）
声：小清水亞美 登場：《3》
屬性：冰。武器：和弓與箭。第一人稱：「私」。登場文字：「初陣」
擁有世上稀有的「遠見之眼」的預言者。被神社遮斷一切外部情報並且以"伊予河野的隱藏巫女"的身分來細心照顧她，使她成長成一名健康純真的巫女。
因為周遭的人都充滿善意、讓她在這種充滿善良的環境中被養育成擁有不懂人情世故和人心險惡的一面。
登場時的文字為『初陣』、更加顯示她的未經世故。
當亂世再次來臨時，為了想要守護故鄉的大海以本身無知且天真浪漫的性格而就這樣跑到外面的世界。把作為擾亂大海的海賊、長曾我部元親視為敵人，但基本上只是小孩子般的吵架，而其理由則是因為元親「偶爾把他們神社的前面當作自己的地盤般」。
有著被風魔小太郎拯救過的過去、以後就稱他為「黑翼的恩人」而被他所吸引並且一直找尋他，當找到時還會進行壯大的告白，卻每次都失敗，不過也讓她更加堅信這是兩人之間愛的命運。
有著經常使用「バシッと」和「スカッと」等擬音語的表現。另外偶而也會在台詞後面加上☆標誌等、而變成和伊月不同的偶像型武將。
阿市初次遇見鶴姬時，因為使用的武器差不多而誤會她是森籣丸。
鶴姬一直希望阿市能叫她姊姊，但阿市還是叫她「白鳥小姐」。另外似乎也認識孫市而叫她「孫市大姐姐」。
原是協助西軍，後來發現大谷吉繼欺騙她許多事，憤而加入東軍。
『4』鶴姬在某天聽到自稱是「卑彌呼」的奇異聲音，為了阻止在各地發生的戰事，於是航向名為亂世的海洋，但卑彌呼的真身在別路線被某人察覺。
其後，手機遊戲『戰鬥派對』推出了以該身分為名的派生角色「卑彌呼・鶴姬」（ヒミコ・鶴姫）來回應上述劇情假說。

## 小早川軍
以烏城為根據地的軍隊。士兵們都不把總大将・小早川秀秋當一回事，主要是依據天海的指示行動，象徵色為茜色和黃色
「無明秋夜」 小早川秀秋（こばやかわ ひであき）
声：福山潤 登場：《3》（《宴》中成為可操作角色）
屬性：炎。武器：鍋子。第一人稱：「僕」。登場文字：「決斷」
小早川軍的總大將，以敵武將身分登場。雖然有大將之名，但只是徒有虛名，實際上是個只要一個人就什麼也決定不了，有著優柔寡斷性格的愛吃鬼。
因為小心翼翼到超出常軌，所以發言都會離題而令人無法依靠，並常會苛責周圍的人。由於每天的壓力，讓他必須透過吃才能解決。比起前田夫婦還更注重"吃"的方面，
特別喜歡吃火鍋料理、會把吃飯的時間叫作『火鍋時間』。似乎只有這個時間才是他最快樂的時候。
另外在他的居城・烏城中設置巨大的鍋子、並且在戰鬥中會開始他的火鍋時間而突然跑進有很多食物的大鍋子裡吃東西。
只要妨礙這個時間、會讓他相當憤怒。本人曰「是戰国美食會的一員」。
登場時文字會變成『決斷』，被認為是來自於史實的關原之戰中他作出背叛決定的印象，因此遊戲中也有此一情節的設定。
和豐臣‧毛利之間的關係相當深，特別還被毛利元就當成手上忠實的棋子。自己對於被人當作拿來利用的棋子的存在相當清楚、會說出如果被天海拿來利用的話也不錯的台詞。
背後背著鍋子讓他的模樣因為和盔甲很搭配而給人像是獨角仙的感覺，他的固有技和Basara技也會使用鍋子和食物來攻擊。
順便一提，這個鍋子也可以做為普通的調理器具、還可以放入食物煮來吃。
不過本人十分害怕戰鬥，經常躲在天海背後，在天海不在時會不停向他求救。
以天海為首、三成、吉繼、家康等人都稱他為『金吾』，緣由來自他的正式官名『金吾中納言』簡稱。
在宴中的故事模式，為了找尋究極食材而到處旅行，不過因為天海到處寄給其他武將容易引起誤會的書信，讓他的旅行因此危機四伏。
在『4』中，天海為了讓小早川秀秋不再害怕戰鬥而開始訓練他。
小早川秀秋曾模仿過織田信長的語氣說出「竟敢反抗我第六天婦羅」等模仿織田信長的句子，而被天海說「我天海成為僧人以來，第一次起了詛咒人的念頭。」
不過認不出來天海是光秀的事
「慈眼傍觀」 天海（てんかい）
声：速水獎 登場：《3》（《宴》中成為可操作角色）
属性：闇。武器：錫杖鐮。第一人稱：「私」。登場文字：「祈禱」
小早川秀秋身旁，身分不明的高僧，無法確定他何時出現在小早川那邊，以敵武將身分登場。
經常低聲對他說些好聽的話，給予他一些知識來催促他趕快作出決定，被他慈悲的言語所救的人也不在少數。
因為使他被稱為「有慈悲心的天海大人」、而受到士兵們的尊敬。
一方面會對被敵人追殺而哭喊著向他求救的秀秋說些好聽的話，但卻只會在旁邊傍觀著秀秋自己自生自滅，而不會幫忙戰鬥。
另外，也有小早川秀秋會說出「我和天海有點像吧」，而被天海說「你不需要舌頭了嗎？」。
以他為敵將的關卡中會使用「腐食香爐」。這時會說出「讓我想到那時每天殺戮的日子」（家康等人也會說出注意到他真面目的話）。
登場時的文字為『祈禱』
出身和本名都不明，從他所說的話中也無法窺見他深謀的計畫，誰都無法知道他的真意究竟是什麼。
秀秋曰「他突然在暴風之夜中出現」、連他也不曉得天海的來歷。
從天海的戰鬥模式來看，他的技能幾乎和那個人一模一樣，就連使用的兵器也都相同……，讓人更加好奇他們之間的關聯。
在使用織田信長玩戰國繪卷時最後一關「烏城之戰」時，前往天海的所在地即可發現再見之刻。
在宴中的故事模式，會解釋他如何從那個人變成天海的狀況。
在宴中，他的第二衣裝就是他的衣服。
在『4』中，天海為了讓小早川秀秋成長起來，以戰鬥比喻成料理，讓小早川秀秋能輕易理解。

### 小早川軍兵器
腐蝕香爐
天海所使用的兵器。
關於腐蝕香爐，請參考前述。

## 最上軍
以長谷堂城為根據地的軍隊，該地是河川就設置對船專用大砲和水門，不管最上義光問的是什麼？武將士兵一律答「玄米茶」，象徵色為青緑
「勿怪跳躍」 最上義光（もがみ よしあき）
声：白鳥哲 登場：《3》（《宴》中成為可操作角色）
屬性：冰。武器：指揮刀。第一人稱：「我輩」登場文字:「登場」
治理出羽國的最上家當家。自稱為羽州探題、羽州之狐等等稱號，企圖成為東北霸主而不斷籌畫著一堆奸計。
史實上是政宗的舅舅，但作中卻沒有碰觸到這點。與隔壁的伊達家和上杉家是不停鬥爭的關係，從小田原之役後，看到伊達家弱體化的好時機，而開始以伊達家為目標企圖奪取他們的土地。
雖然穿著日式盔甲、但卻使用和指揮棒很像的武器並且會翹起小指來喝茶（曰「午後的玄米茶」）
相當重視享受、還留著很翹的鬍子，讓人有著西洋貴族和紳士的印象，而他也自認是名「帥氣紳士」。
有著會以認輸了並且下跪來騙對手的舉動、還喜歡發出像是狐狸叫聲般的「吼!」的聲音、宛如他所自稱的狐狸一般。
無論什麼事都講求體面，但是實際做起來的格局卻很小。性格如外表一般，喜歡裝模作樣。
不曉得是故意或本性如此，一直記不住他人的名字還愛亂叫別人名字，只有政宗、家康和信長等人是他一定不會叫錯及記錯的名字。而他對春日似乎有「興趣」，所以也能正確說出她的名字。
意外的，對於織田信長講話相當敬重，不會用平常輕浮的口氣與其對話。
喜歡為他的兵器加上"超"字。像是『超轟音鳴動對船砲』『超頑丈安心貯水門』『超真空流星隼號』等或是對自己的招式用一些很誇張又很長的字眼。
飼養叫作『超真空流星隼号』的老鷹、還將黑田官兵衛的手銬鑰匙給帶走。
在天下二分之戰前，引起打算要迎接德川家康的事件，即企圖綁架阿松讓前田軍加入東軍而讓自己可以在家康面前提升地位，所以潛入前田家領地實行阿松人質計畫。
『4』中，他自己想著要依靠足利軍還是織田軍的選擇，直到現在還是沒有做出答案

### 最上軍士兵、兵器
削岩重機 角土龍
和黑田軍所有的兵器一樣。義光從某市集買來後，把它稱做『超土龍角有剛護號（ちょうどりゅうつのありごうごごう）』。
關於角土龍，請參考前述。
最中級光（もなか くにみつ）
初登場：《4》
義光的影武者，和本尊幾乎一模一樣，能辨別影武者和本尊差別是臉和鎧甲
也會做出和本尊一模一樣的動作和腔調（土下座和裝死等這些奇特動作）

## 尼子軍
元《3》登場的地方領主，因鹿之介首次登場，因此獨立。以月山富田城和白鹿城為根據地的軍隊
「一望千夜」 尼子晴久（あまご はるひさ）
声：川村拓央 登場：《3》
屬性：風。武器：刀 。第一人稱：「俺」登場文字:「登場」
風沙之國「月山富田」的地方領主。雖然性格剛強好勝，但只要一陷入劣勢，他就會立刻躲進沙中逃走。
習慣孤獨，極度喜愛他的風沙之國。
由於經常吹起沙塵暴而難以找到他的行蹤。
擁有靠劍風產生龍捲風的妙技。
晴久與元就有因緣關係，不過從他的話中「討厭只會出一張嘴而且腦袋只有兵法卻不做事的人」來看，與毛利的關係似乎不太好。(如果用毛利元就來玩月山富田城，對尼子晴久會有特殊台詞)
『4』目前本人失蹤，鹿之介和老大一直尋找他的下落，實際是被SUNDAY毛利強制入薩比教，洗禮名為POEM尼子，於「皇」的合戰輪盤中成為「天貨」，攻擊他就會有獎賞。
「明察麒麟」 山中鹿之介（やまなか しかのすけ）
声：入野自由 登場：《4》
屬性：光。武器：雙節棍。第一人稱：「僕」。登場文字：「尋問」
尼子十勇士之一，為了尋找失蹤的主公‧尼子晴久而與負責監督的鹿「老大」一同踏上搜尋之旅的見習武將少年。
因為尼子是在平日的尼子領土失蹤，認為是毛利元就的所作所為，因為知道自己的力量敵不過毛利，所以向時代的權威—足利義輝請求協助。
平常不穿盔甲，只有在戰鬥時會向老大借。
曾被軍神謙信稱為「認真可愛的年輕人」
老大（おやっさん）
負責監督鹿之介而一同行動的鹿，感情十分豐富，台詞會以顏文字來表現，被鹿之介認為牠是向未長角的公鹿，但實際上是隻母鹿
動畫路線中鹿之介一直誤認老大的性別，被戰國眾女將譴責傷害老大的少女心
喜歡的食物是甜餅乾。

### 尼子軍士兵
尼子十勇士
白鹿城登場的敵武將，鹿之介為十勇士的一員
除鹿之介以外的九位和史實一樣有個別名字
衣裝是阿拉伯風格，騎滑板遊走沙漠之間，移動速度非常高

## 侵略軍團
『3』中「侵略者來襲」事件的敵軍團，類似於『英雄外傳』的松永久秀與宮本武藏亂入，軍旗僅有「業」字樣而無其他特徵。
當各角色的「戰國劇場繪卷」主線結束後，進行支線時會有一定機率出現來路不明的侵略軍團，此時會出現「背水防衛戰」強制合戰；然而，島津義弘、黑田官兵衛的其他支線，則是一定會有這場合戰的發生，以黑田官兵衛進行繪卷模式時，可以從對話中的提示，確定侵略者是由石田三成與毛利元就所派遣。
通緝犯（おたずねもの）
初登場：《3》
除侵略軍以外登場的敵兵，但並無所屬勢力
服裝和一般士兵沒什麼差別，但頭戴虛無僧所用的深編笠，會和武將們一樣進行反擊
攻擊和防禦特高，不在特定時間內擊倒通緝犯就會逃跑
擊敗通緝犯就能獲得獎賞，『3』是能力永久上升的印籠、『宴』改為武具（特定時間內而是豪華武具）
『4』中除了會逃跑外和一般士兵沒什麼差別，在通緝犯還沒逃跑成功前擊敗是非常容易的事

## 地方領主
『3』中附上新的定義、是統治特定地域的敵武將。各武將的特殊能力和登場的關卡有相當的關係。
不過在戰国戲劇繪卷裡的故事中沒有和他們互動的情節，而在他們的登場畫面中也沒有張開口來說話，動作模組雖然使用一般士兵的動作但還是有特殊的動作。

### 宇都宮軍
「雲水霧動」 宇都宮廣綱（うつのみや ひろつな）
声：吉田孝 登場：《3》
屬性：冰。武器：槍。第一人稱：「俺」
住在濃霧籠罩之神流川的地方領主。經常思考勝利的方法，使用濃霧和老虎攻擊，雖然創造出不用戰鬥就能贏的方法，但也讓我軍陷入不利的狀況。
他本身是冰屬性，卻怕冷。
會利用霧擾亂敵人，但其實他自己也看不見。
因為記憶力不好會陷入迷惘，而很快陷入沉思之中
實際上有惡搞著名的武打明星李小龍(如「啊躂躂躂躂」的叫聲，及故意相反的名言，像是李小龍的「不靠思考，靠直覺」、宇都宮則是「不靠直覺，靠思考」)，以及真三國無雙系列的趙雲。

#### 宇都宮軍士兵、兵器
虎
登場：《3》
用尖銳的牙齒與爪子，將一切事物全都撂倒的巨大白色猛虎。
看來雖然很兇猛，但也兼有在熟悉飼主後，便會遵從其命令的表現。
虎操兵
登場：《3》
操控老虎的士兵，能用手上的鐵爪攻擊玩家。

### 佐竹軍
「念岩一徹」 佐竹義重（さたけ よししげ）
声：木村雅史 登場：《3》
屬性：炎。武器：槍。第一人稱：「在下」
住在晴空萬里之窪田的地方領主。
率領「實直佐竹塾」。
做事遲鈍且個性十分耿直的武將。因為不喜歡彎曲的事、只會直直走而經常迷路。擁有很多諸如直線衝撞攻擊、以及從空中急速俯衝等豪邁的招式。
透過佐竹塾所鍛鍊出來的佐竹軍、雖然做事遲鈍但卻相當頑強。「遲鈍」則是他們的口頭禪。

### 南部軍
「靈魂不滅」 南部晴政（なんぶ はるまさ）
声：寶龜克壽 登場：《3》
屬性：闇。武器：刀。第一人稱：「老夫」。登場文字：「呼出」
守護靈場恐山的地方領主。藉著不可思議的咒文力量，操縱大批亡靈守護恐山並且展開攻擊。
講話有時結尾都會加個「喔~喔~」的聲音。
因為能夠讓不論被打倒多少次的士兵再次復活而使人害怕。登場時的文字為『呼出』
除此之外，他還擁有相當於忍者的靈敏身手。
南部軍中除了南部晴政沒有人類，擊破陣大將時也沒有逃兵，這也是南部軍獨有的特色。

#### 南部軍士兵 、兵器
南部黃泉夜行
初登場：《3》
能夠讓死者復甦的兵器。
南部靈魂士兵
初登場：《3》
由靈魂附身的戰將，攻擊到玩家時會回復生命，打倒後會跑出靈魂，但如果還沒變成鬼火前就靠近，會導致被附身、速度變慢。

### 姊小路軍
「山林隱逸」 姊小路賴綱（あねがこうじ よりつな）
声：白熊寛嗣 登場：《3》
屬性：風。武器：刀 。第一人稱：「私」
統治碧落之城「歸雲城」的地方領主。熱愛森林、是個被森林守護著而總是很溫和的好人。
但只要和他交戰，他就會施展利用原木攻擊等借助森林力量的攻擊方式。
諷刺的是他的軍勢中有許多火矢兵。
其台詞和出場方式是來自竹取物語(竹取公主是從竹子誕生，姊小路賴綱而是從木頭誕生)

## 其他人物
出雲阿國（いずもの おくに）
声：水瀨祈 初登場：《戰鬥派對》（不可操作）
《戰鬥派對》的國主（玩家）的嚮導角色。

## 已過世的人物
以下人物、都出現在作中角色的台詞裡，而且被認為已經過世。
伊達輝宗
伊達政宗之父。在小説版的回憶場景裡出現、因為發生(和史實一樣，輝宗被叫作二本松義繼的豪族所綁架、讓政宗追擊他們，結果導致輝宗死亡）一件事情、讓政宗發出射擊的命令而殺死了父親（小說中並沒有出現輝宗的名字，而是以「政宗之父」來表現）。
寧寧
豊臣秀吉之妻。因為秀吉體悟到愛她只會讓自己變弱、於是殺害她。她也是慶次的初戀情人。因為寧寧的死、而讓慶次和秀吉及半兵衛決裂。
人物原型可能來自北斗神拳的女主角尤莉亞。
齋藤道三
濃姫之父。濃姫陷入苦戰時、會有「父親大人、請守護我吧…」等祈禱場景。史實上、道三和兒子鬥爭而戰死、但在作中怎麼死亡則不明。另外和信長的關係也不詳。
北條氏康
北條氏政之父。北條家武將有時會有「如果氏康大人還在的話…」的台詞。另外上杉謙信也似乎認識他的樣子、所以在作中會有對於氏康之死感到遺憾的台詞。這個應該是來自於史實上，謙信領養上杉景虎(氏康的七男)作為養子而來的參考設定。
前雜賀孫市
在現任雜賀孫市之前，率領雜賀衆的人物。他教導沙也香許多戰鬥的技術。但在和織田軍一戰時戰死，雜賀眾也因次受到嚴重的損失、讓沙也加稱之為「最大的惡夢」並且發誓要和雜賀眾們一起「將這個屈辱給討回來」。

## 四字熟語
當兩人以上之敵將同時登場時所出現的稱號，這是自《2》開始新增的設定。
| 四字熟語                                                    | 角色                     |
| ----------------------------------------------------------- | ------------------------ |
| 奥州雙龍（おうしゅうそうりゅう）                            | 伊達政宗・片倉小十郎     |
| 最強師弟（さいきょうしてい） 甲斐雙虎（かいそうこ）         | 武田信玄・真田幸村       |
| 軍神美神（ぐんしんびしん）                                  | 上杉謙信・春日           |
| 魔王惡臣（まおうあくしん）                                  | 織田信長・明智光秀       |
| 掃射連撃（そうしゃれんげき）                                | 濃姫・森蘭丸             |
| 最強夫婦（さいきょうふうふ）                                | 前田利家・阿松           |
| 最強不破（さいきょうふわ）                                  | 前田慶次・前田利家・阿松 |
| 鐵壁主從（てっぺきしゅじゅう） 滿身奉迎（まんしんほうげい） | 德川家康・本多忠勝       |
| 義將妖妻（ぎしょうようさい）                                | 淺井長政・阿市           |
| 不信不仲（ふしんふなか）                                    | 明智光秀・森蘭丸         |
| 我心既影（がしんきえい）                                    | 猿飛佐助・春日           |
| 勇猛雙璧（ゆうもうそうへき）                                | 島津義弘・立花宗茂       |
| 慧眼對極（けいがんたいきょく）                              | 大谷吉繼・黒田官兵衛     |
| 天鳳海花（てんほうかいか）                                  | 鶴姬・雜賀孫市           |
| 空爆落星（くうばくらくせい）                                | 大谷吉繼・本多忠勝       |
| 陰陽月日（いんようじつげつ） 霸王臣屬（はおうしんぞく）     | 石田三成・德川家康       |
| 泰然睥睨（たいぜんべいげい）                                | 猿飛佐助・片倉小十郎     |
| 奸計慣熟（かんけいかんじゅく）                              | 毛利元就・大谷吉繼       |
| 龍虎宿鬥（りゅうこしゅくとう）                              | 伊達政宗・真田幸村       |

## 註解與參考資料
1. ↑  . 4Gamer. 2019年7月25日  [2019年11月1日]. （原始内容存档于2019年11月1日） （日语）.
2. ↑  . 4Gamer. 2019年12月5日  [2020年1月17日]. （原始内容存档于2020年8月15日） （日语）.
3. ↑  史實中信玄過世時，幸村不過6歲。實際與武田信玄有主從關係的是祖父真田幸隆以及父親真田昌幸。
4. ↑  原為『1』的漫画版『乱・世・乱・舞』的原創設定，『2』中變成遊戲的正式設定。遊戲中佐助也有「大爺（指幸村）就在一旁吃吃糰子什麼的吧」之類的台詞。
5. ↑  真田十勇士的其他人並未在遊戲中登場，不過在霜月かいり的漫畫中，有出現被認為是由利鎌之助的忍者。
6. ↑  CAPCOM. . 2019年11月1日  [2019年11月1日]. （原始内容存档于2019年11月1日）.
7. ↑  Web廣播 動畫版「戰国BASARA」【銀】 第5回、不過並沒有官方設定、而是給聲優大概是這樣年齡的指示並且還有慶次是大學生年紀的話題。
8. ↑  這是因為史實上，她的養子井伊直政是德川手下的大將的關係。
9. ↑  史實上生於1497年，在現實中是最年長的角色，但在本遊戲中被設定為介於十幾～二十幾歲間的青年模樣。和政宗他們不同，官方並未公布角色設定年齡。此外，史實上毛利元就的親生兒子毛利隆元、吉川元春、小早川隆景等人在遊戲中也以大眾臉武將的身分登場，不過並未明確表示遊戲裡是否有血緣關係。
10. ↑  戰國Basara1畫冊Complete Works內有提及毛利的盔甲設定
11. ↑  在動畫版DVD特典原創動畫的迷你戰國BASARA內，即使是入浴或感冒臥病在床都不曾拿下頭盔
12. ↑  . Social Game Info. 2019年8月29日  [2019年11月13日]. （原始内容存档于2019年9月14日） （日语）.